# Bahntouristikexpress
BahnTouristikExpress GmbH (BTE) ist ein deutsches Eisenbahnverkehrsunternehmen (EVU) mit Geschäftssitz in Nürnberg und operativem Sitz in Hamburg und als eines von drei EVU in Deutschland Mitgliedseisenbahn im Regolamento Internazionale delle Carrozze (RIC).
BTE betreibt mit Stand 2024 unter eigener Vermarktung den saisonalen BTE AutoReiseZug von Hamburg-Altona nach Lörrach, sowie in Kooperation mit der schwedischen Staatsbahn SJ ganzjährig den SJ EuroNight von Berlin über Hamburg, Kopenhagen Flughafen und Malmö nach Stockholm. Weiterhin vermietet BTE Reisezugwagen, die in Nightjet-Zügen der ÖBB und SBB unter Nightjet-Branding eingesetzt werden.
In der Vergangenheit war BTE als Anbieter von hochwertigen Sonderzügen aktiv. Zudem betrieb das Unternehmen von Dezember 2015 bis März 2018 den Hamburg-Köln-Express HKX als betriebsführendes Eisenbahnverkehrsunternehmen (EVU). Von März 2018 bis Frühjahr 2020 betrieb die BTE auch den Nachfolger Flixtrain auf der Strecke Hamburg – Köln sowie zusätzlich noch auf der Relation Köln – Berlin.
In den Jahren 2020, 2021 und 2022 betrieb die BTE den Alpen-Sylt-Nachtexpress von Westerland/Sylt bis nach Salzburg.
Im Frühjahr 2022 brachte die BTE mit einem täglich pendelnden Sonderzug tausende ukrainische Geflüchtete von Frankfurt/Oder nach Hannover Messe/Laatzen in Sicherheit.

## Gegenwärtiger Betrieb

### BTE AutoReiseZug
Mitte April 2016 kündigte das Unternehmen an, dass es ab 16. Dezember 2016 eine nächtliche Autoreisezug-Verbindung zwischen Hamburg-Altona und Lörrach (in beiden Richtungen) aufnehmen wird. Diese Verbindung, die den vormaligen DB Autozug Hamburg-Lörrach ersetzt, fährt ein- bis viermal je Woche und wird als BTE AutoReiseZug vermarktet.
Zur Erstfahrt am 16. Dezember 2016 von Hamburg nach Lörrach transportierte der BTE AutoReiseZug circa 40 Fahrzeuge mit 80 Personen.
Der Zug besteht aus Schlafwagen, Liegewagen und Autoreisezugwagen. In den ersten Jahren führte der Zug auch einen Speisewagen beziehungsweise einen Gesellschaftswagen.
Der BTE AutoReiseZug verkehrt derzeit (Stand 2024) im Saisonverkehr von Mai bis Oktober. Im Jahr 2024 fuhr der erste Zug von Hamburg-Altona in Richtung Lörrach am 16. Mai, der erste Zug in Gegenrichtung entsprechend einen Tag später, am 17. Mai. Der letzte Zug verkehrt am 20. Oktober in Richtung Hamburg. Es gibt wöchentlich mindestens zwei Fahrten in Richtung Lörrach und zwei in Richtung Hamburg, im Juli und August werden bis zu drei Fahrten pro Woche angeboten. Die Situation gestaltete sich im Jahr 2023 ähnlich. Der Zug wird beziehungsweise wurde dabei aus bis zu sieben Autotransportwagen, fünf Liegewagen und zwei Schlafwagen gebildet.
Ein Autoreisezug soll die Benzinkosten für den PKW reduzieren, eine entspannte Reise ermöglichen und gleichzeitig den Urlaub eröffnen. Um dem Rechnung zu tragen, führte der Zug in den ersten Betriebsjahren sowohl einen Speisewagen, als auch einen Gesellschaftswagen. Im Jahr 2023 und 2024 fährt der BTE AutoReiseZug ohne Speise- und Gesellschaftswagen, es gibt jedoch einen Abteilverkauf, aus dem die Fahrgäste mit Snacks und Getränken versorgt werden. Ein Frühstück ist in allen Komfortkategorien inkludiert.

#### Eingesetzte Fahrzeuge
Auf dem BTE AutoReiseZug kommen Fahrzeuge verschiedenster Typen zum Einsatz. Bis ins Jahr 2022 gestaltete sich der Fuhrpark zudem auch farblich äußerst abwechslungsreich, da neben Fahrzeugen in Lackierungen der BTE, auch solche in Flixtrain-Grün, alten CNL-Farben oder die nur teilweise lackierten Schlafwagen Typ P (AB30) zum Einsatz kamen. In der Saison 2023 präsentierte sich der Zug einheitlich im Blau der RDC Deutschland Gruppe, nur gelegentlich kamen in diesem Jahr Fahrzeuge in Altlackierung der BTE zum Einsatz. Im Jahr 2024 kommen Schlafwagen vom Typ AB33s in Nightjet-Lackierung zum Einsatz.
2024 produzierte A.C.M.E. eine Sonderserie mit drei Liegewagen vom Typ Bvcmz 248.1 sowie einem Schlafwagen vom Typ MUn im Design des BTE AutoReiseZuges.

#### Betriebliche Besonderheiten
Im Jahr 2017 wurde der BTE AutoReiseZug aufgrund des Tunneleinsturzes in Rastatt über die (Steil-)Strecken der Albtal Verkehrsgesellschaft AVG umgeleitet. Dabei wurden die Murgtalbahn und die Kinzigtalbahn befahren, was mehrere Triebfahrzeugs- und Traktionswechsel nötig machte. Der Umleiterverkehr sorgte bei den Eisenbahnfans an der Strecke, auf der sonst im Regelfall nur leichte Nahverkehrstriebswagen verkehren, für viel Aufsehen. So wurden teilweise nachts Teile der Strecke beleuchtet, um die Fahrten zu filmen.
Im Jahr 2022 wurde der ALPEN-SYLT Nachtexpress (NEX) streckenweise zusammen mit dem BTE AutoReiseZug (ARZ) geführt. Dabei entstanden geradezu wahnwitzige Zugkonfigurationen von bis zu 24 Wagen in der Zusammenstellung Lok – Personenwagen NEX – Autotransportwagen ARZ – Personenwagen ARZ.
Mindestens einmal im Jahr 2022 wurde auch eine MAK Großdiesellok der Baureihe 251 vor dem AutoReiseZug eingesetzt.
Zwischen Hamburg-Langenfelde Betriebsbahnhof und Hamburg-Altona Personenbahnhof wird das Langenfelder Verfahren durchgeführt. Dabei verkehrt der Zug als geschobene Zugfahrt von Hamburg-Langenfelde nach Hamburg-Altona an die Verladerampe.
Im Sommer 2024 wird der BTE AutoReiseZug über zwei verschiedene Strecken großräumig und aufwändig umgeleitet. Im Zeitraum vom 9. bis 30. August ist die Rheintalbahn aufgrund der Bergung einer Tunnelbohrmaschine in Rastatt gesperrt, sodass der Zug ab Bruchsal über Stuttgart und Tuttlingen nach Singen geführt wird. Dort wird die Fahrtrichtung gewechselt, um dann über Donaueschingen nach Offenburg zu fahren. In Offenburg wird erneut die Fahrtrichtung gewechselt, um dann weiter über die Rheintalbahn den Regelweg über Freiburg nach Lörrach zu fahren. Weiterhin wird der Zug zu Beginn und Ende der Rheintalbahn-Sperrung über die Steilstrecken um Schaffhausen umgeleitet und von einer Baureihe 218 des EVU nesa gezogen.

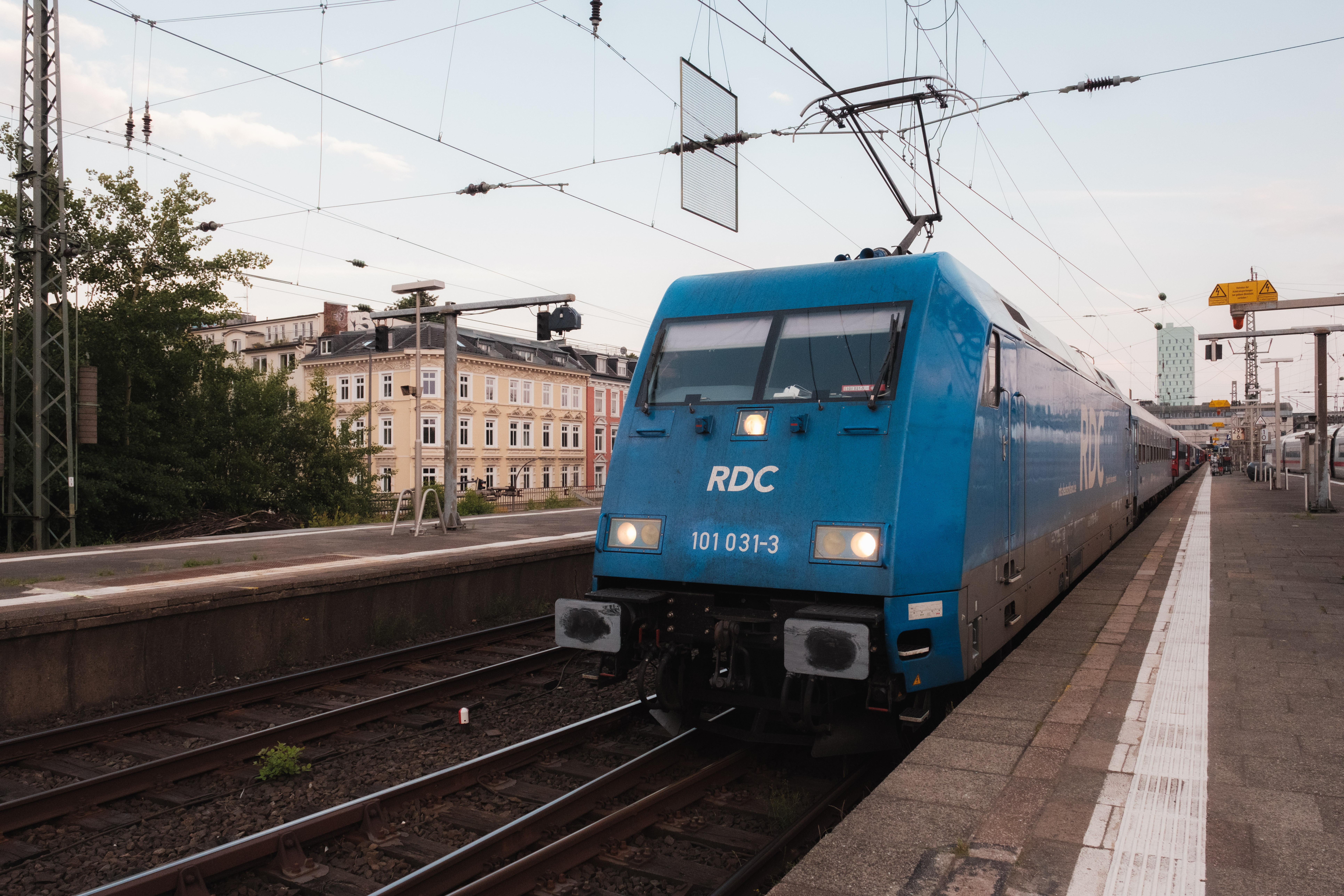
Die RDC-Lok 101 031 an der Spitze des BTE AutoReiseZugs während der Verladung der Autos im Bahnhof Hamburg-Altona
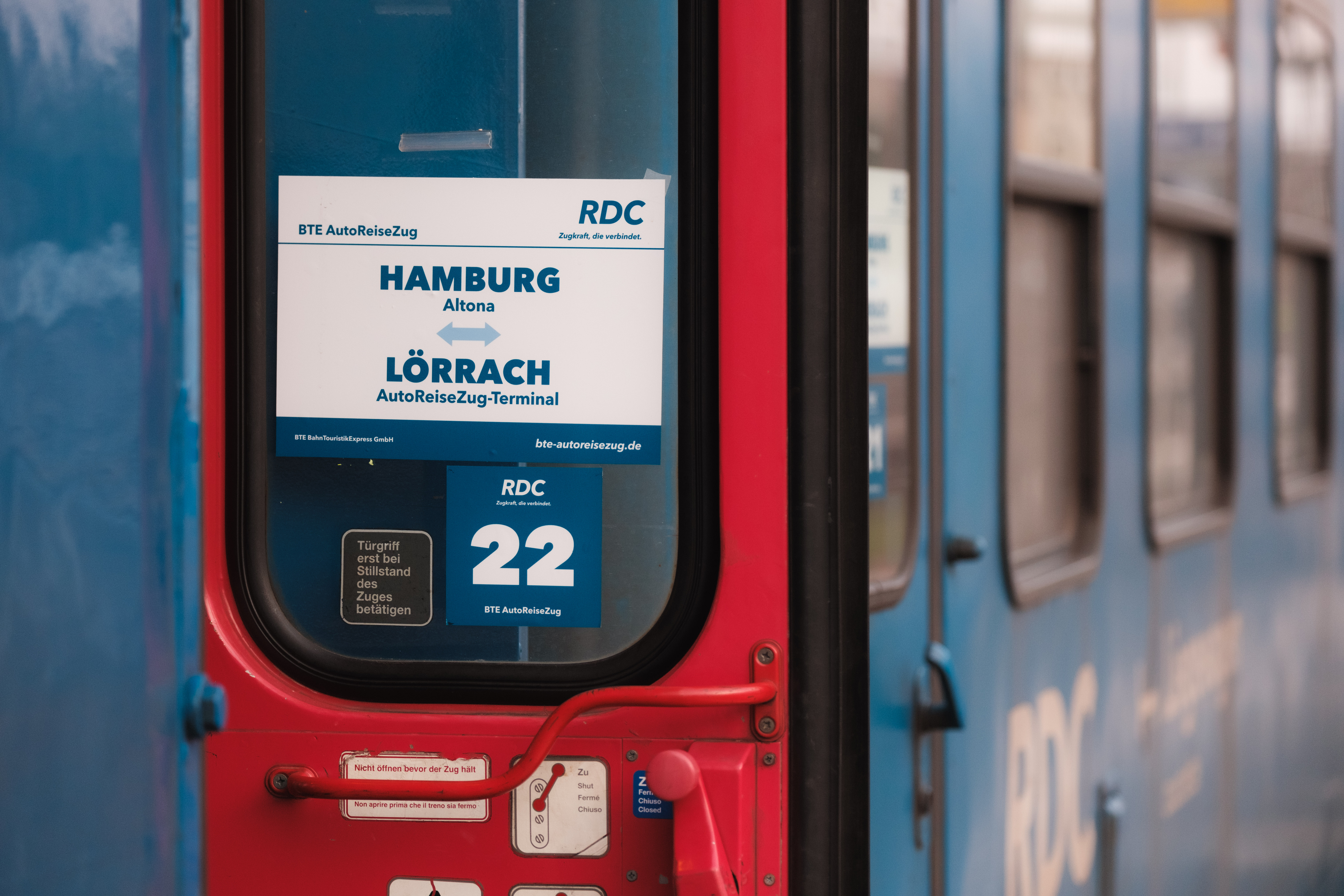
Zuglaufschild des BTE AutoReiseZugs im Jahr 2024
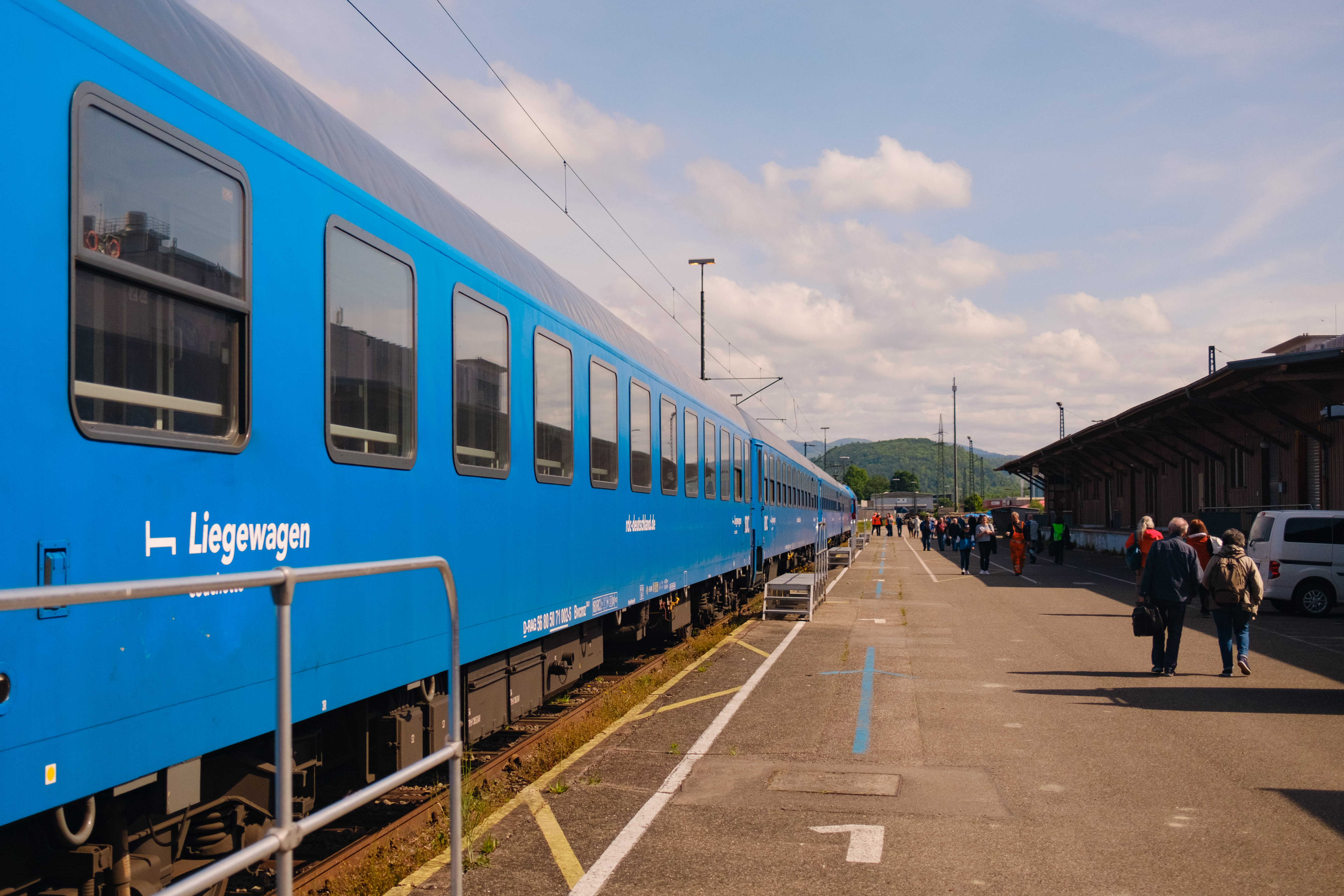
Liegewagen des BTE AutoReiseZuges im neuen Design der RDC Deutschland Gruppe am ARZ Terminal in Lörrach
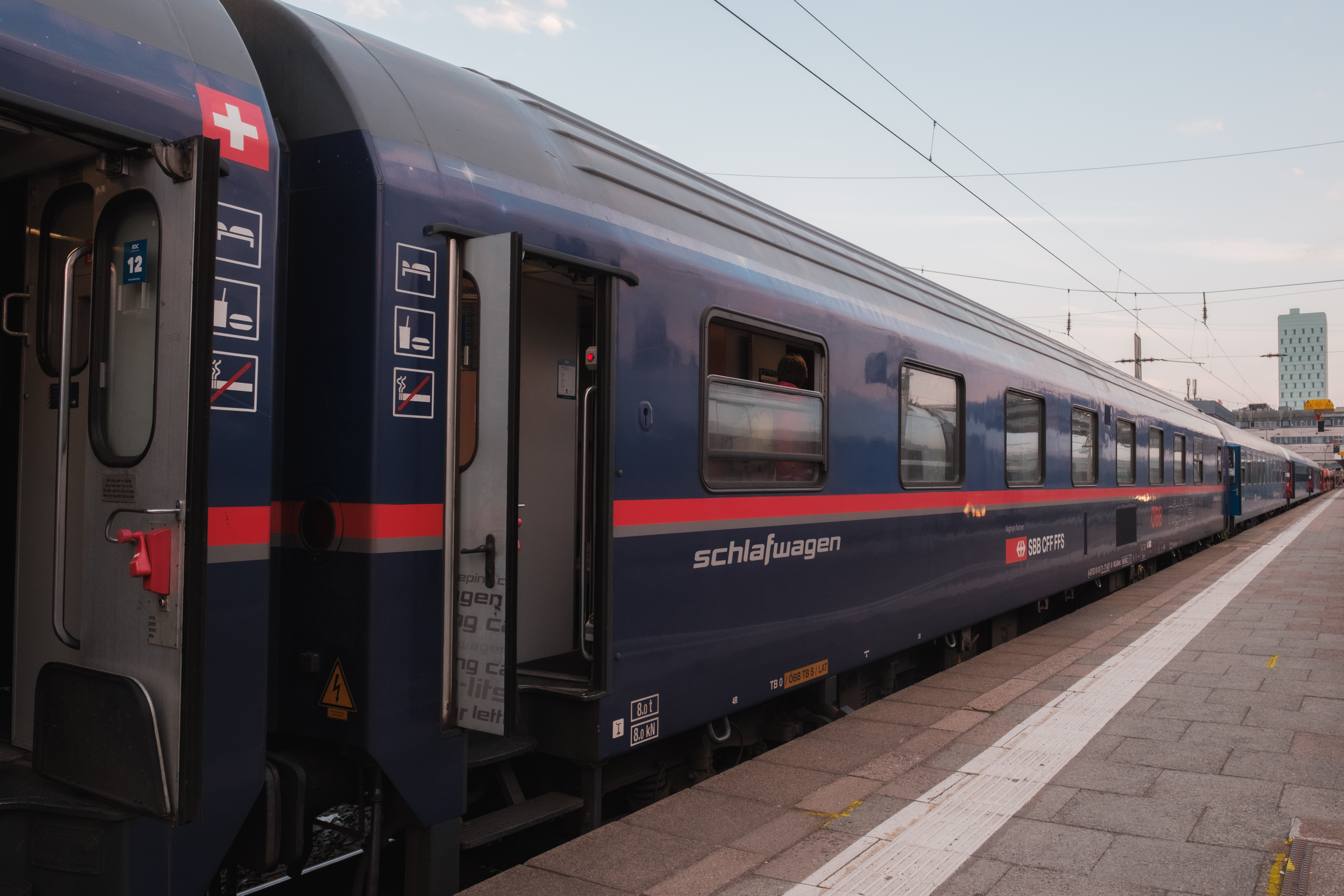
In der Saison 2024 sind Schlafwagen von Typ AB33s im Nightjet-Design im Einsatz auf dem BTE AutoReiseZug

### SJ EuroNight
Seit dem 1. September 2022 betreibt BTE den EuroNight zwischen Hamburg und Stockholm in Kooperation mit den schwedischen Staatsbahnen Statens Järnvägar (kurz SJ). Der Zug ist in den Farben und mit Logo der SJ unterwegs. Seit dem 31. März 2023 fährt der Zug über Hamburg hinaus bis Berlin Hauptbahnhof, die Rückfahrt fährt dabei in Berlin-Gesundbrunnen ab. BTE ist dabei in Deutschland das betriebsführende Eisenbahnverkehrsunternehmen (EVU) und stellt das betriebliche Personal.

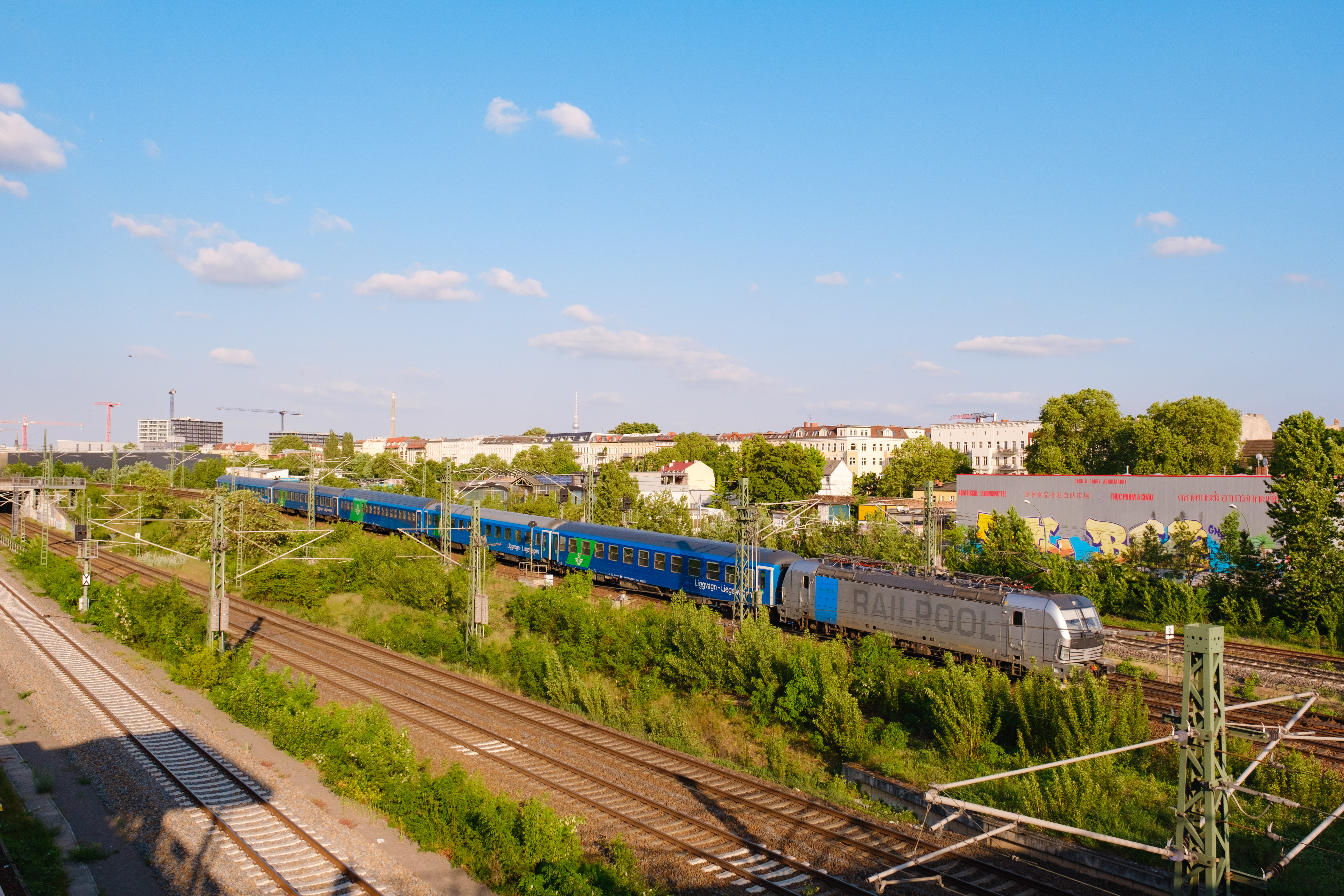
Der SJ EuroNight hat vor einigen Minuten Berlin-Gesundbrunnen verlassen und fährt gen Hamburg.
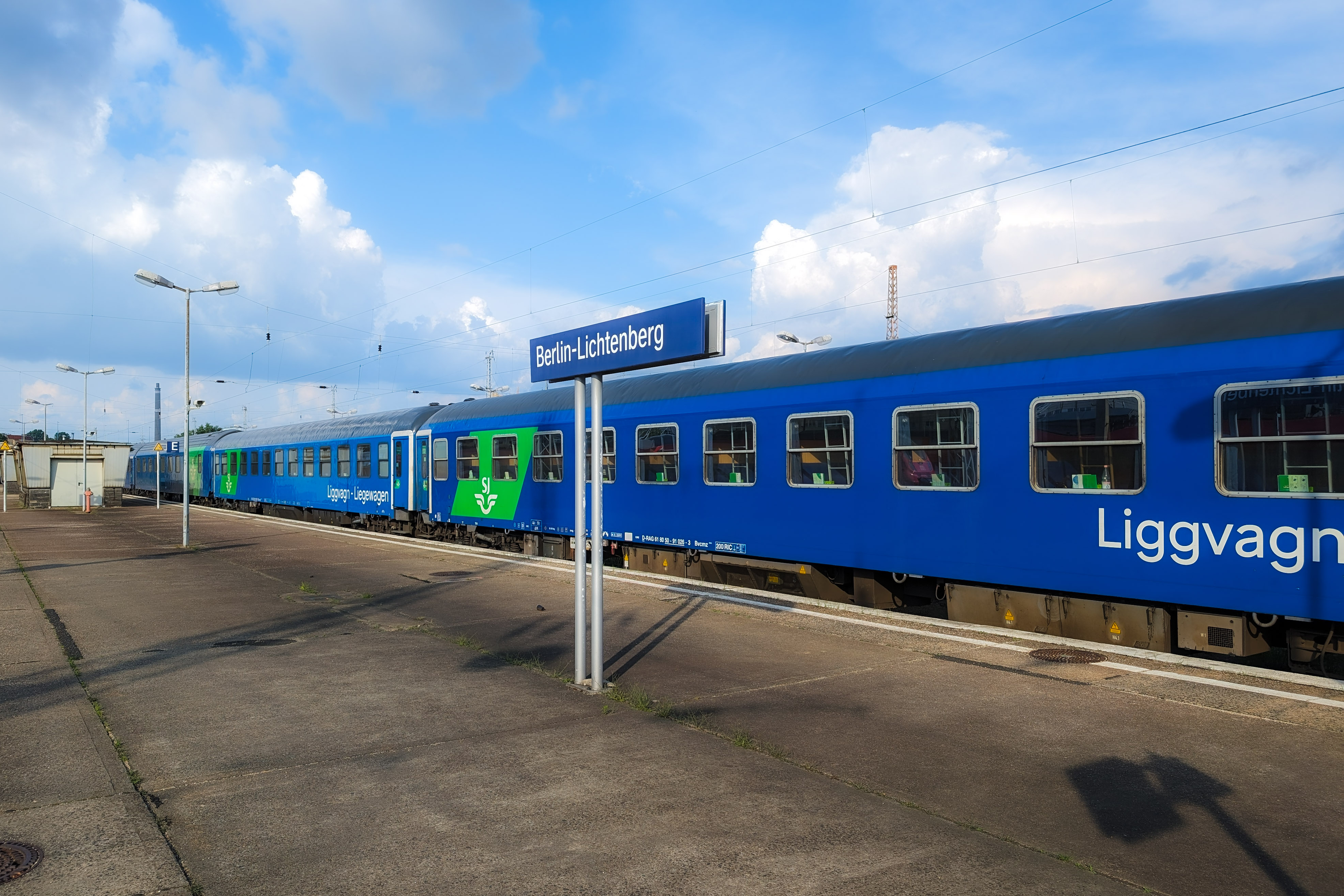
SJ EuroNight im Bahnhof Berlin-Lichtenberg, in dem der Zug tagsüber behandelt und abgestellt wird.
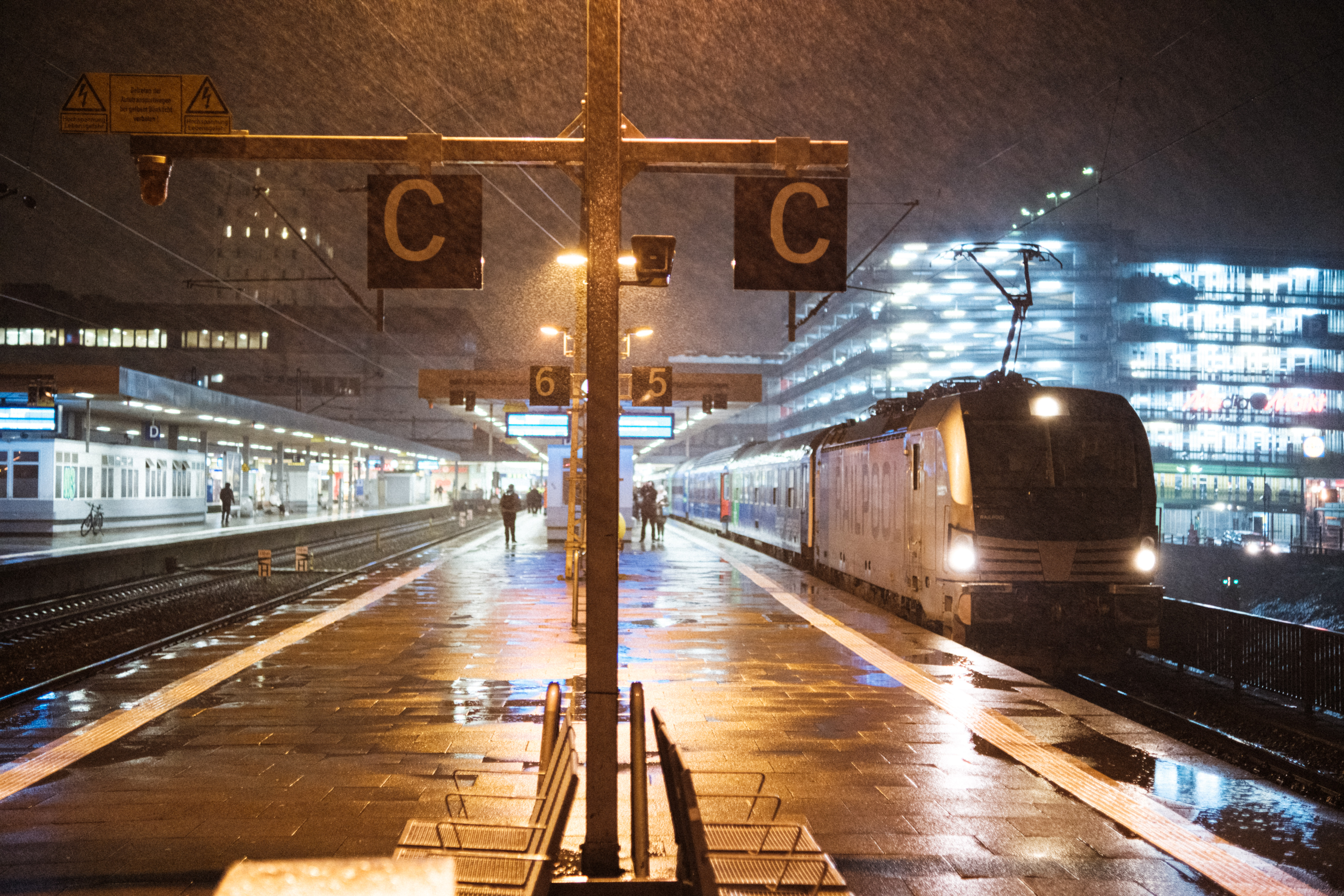
In den ersten Monaten fuhr der SJ EuroNight erst ab Hamburg-Altona. Seit April 2023 wurde der Lauf verlängert bis Berlin.
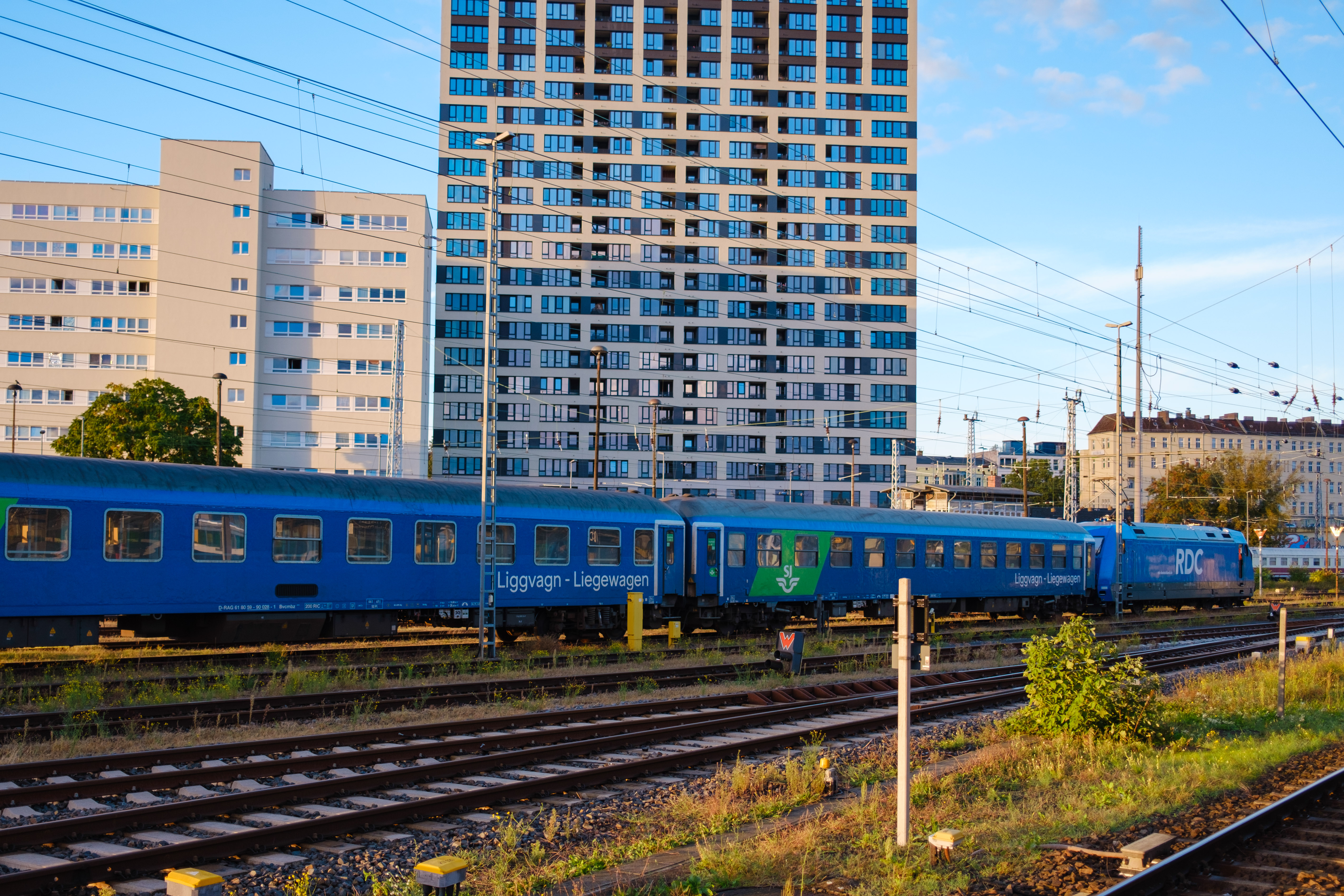
Der SJ EuroNight in der Tagesabstellung im Bahnhof Berlin-Lichtenberg.
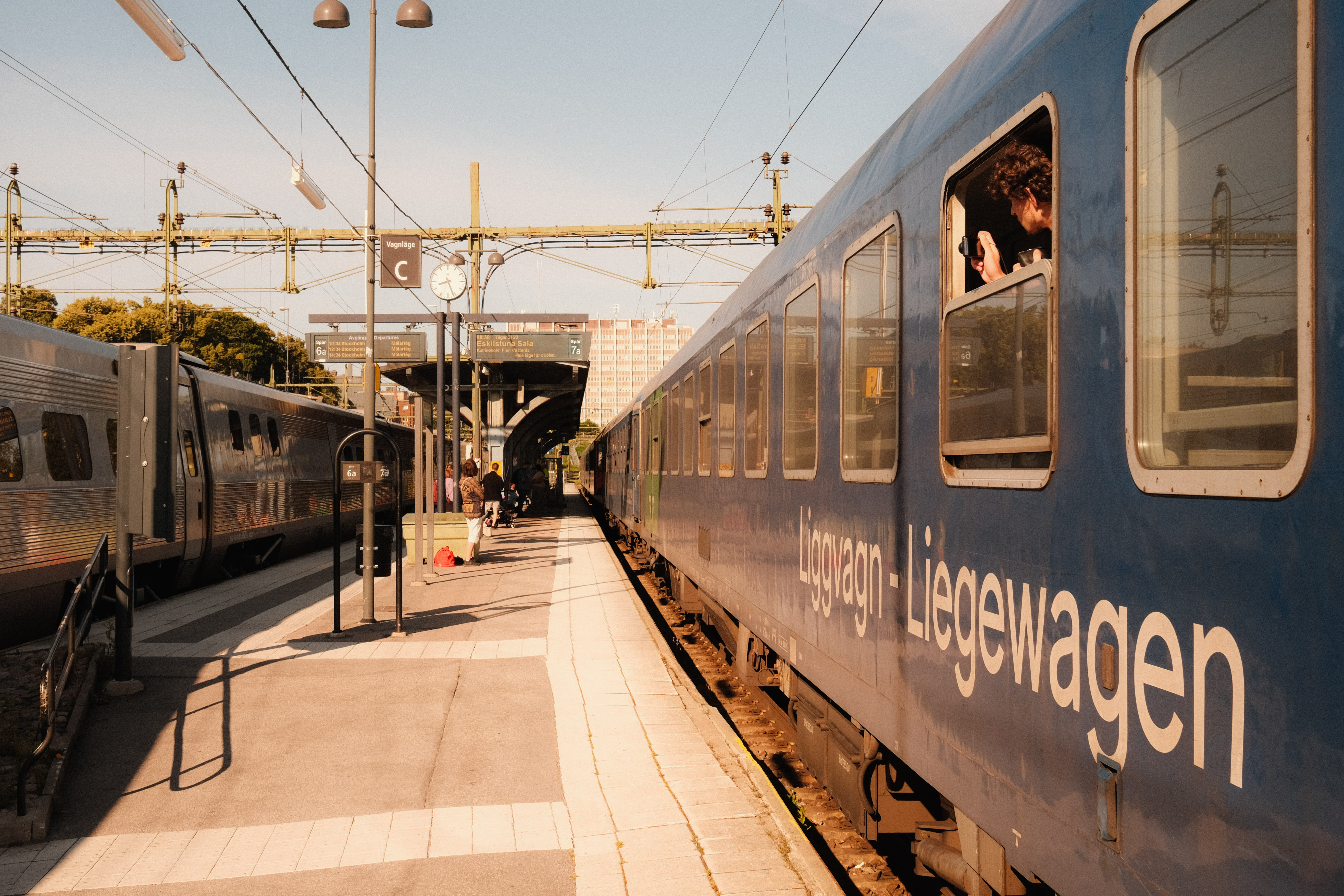
SJ EuroNight mit Wagen der RDC in Norrköping. BTE stellt das betriebliche Personal und die Traktion dieses Zuges in Deutschland und Servicemitarbeiter auf der ganzen Strecke.

## Betrieb in der Vergangenheit
BTE war neben der Durchführung von Sonderfahrten auch im fahrplanmäßigen SPFV eigenwirtschaftlich aktiv und war darin einer der wenigen privaten Anbieter in Deutschland.

### Hochwertige Sonderzüge
BTE betrieb in der Vergangenheit hochwertige Charter- und Sonderzüge als betriebsführendes EVU in Deutschland und zusammen mit Partnereisenbahnen in ganz Europa. Dabei organisierte die Firma auf Wunsch auch ein Rahmenprogramm rund um die Zugfahrt und erfüllte die Wünsche ihrer Kunden nach beispielsweise Musik im Zug mit DJ an Bord, exklusivem Catering oder einem Tanzwagen.
Von Vorteil war hier der umfangreiche Fahrzeugpark an RIC-fähigen Reisezugwagen, die flexibel in ganz Europa eingesetzt werden dürfen.

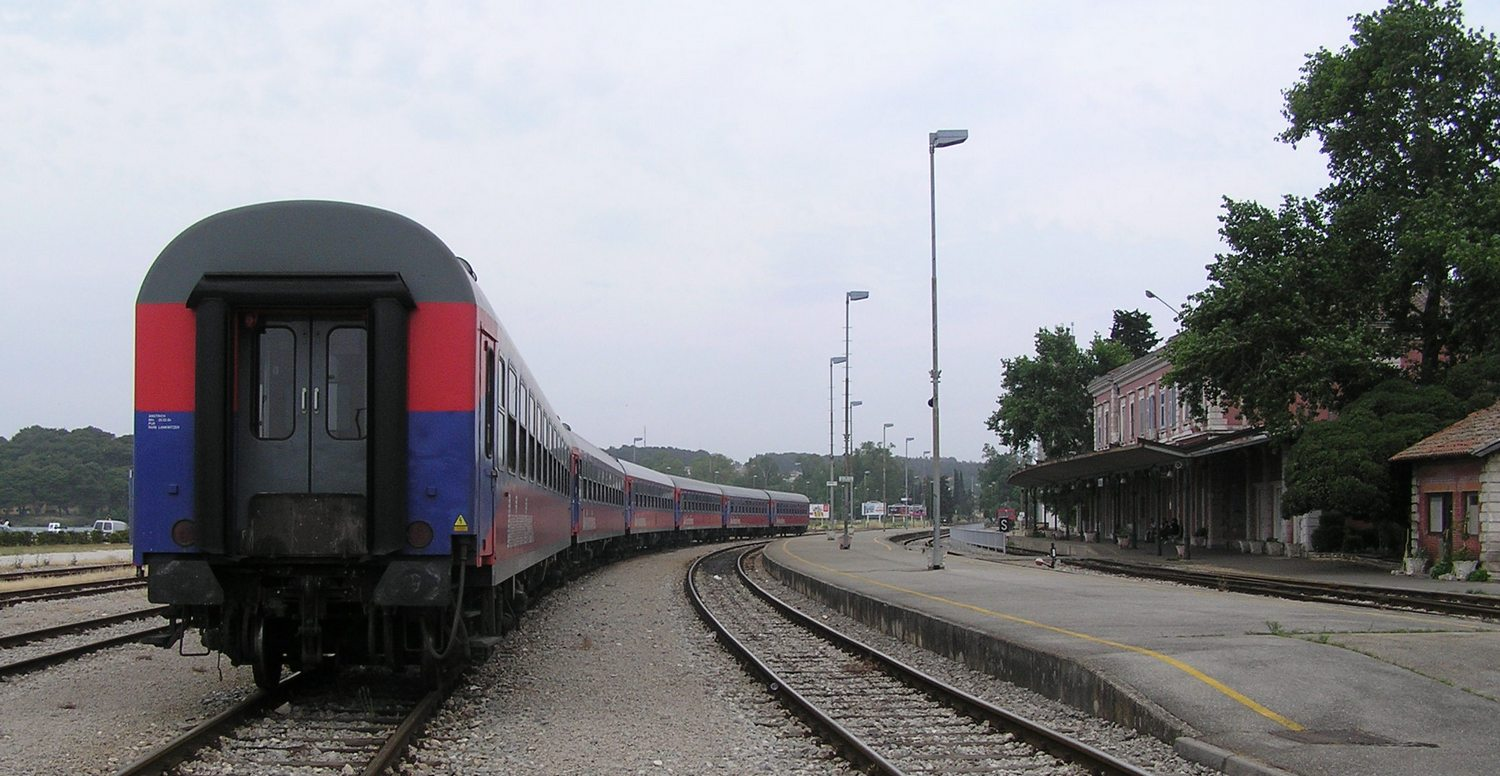
Ein BTE-Sonderzug schaffte es beispielsweise bis nach Kroatien. Hier ein Wagenpark im Bahnhof von Pula.
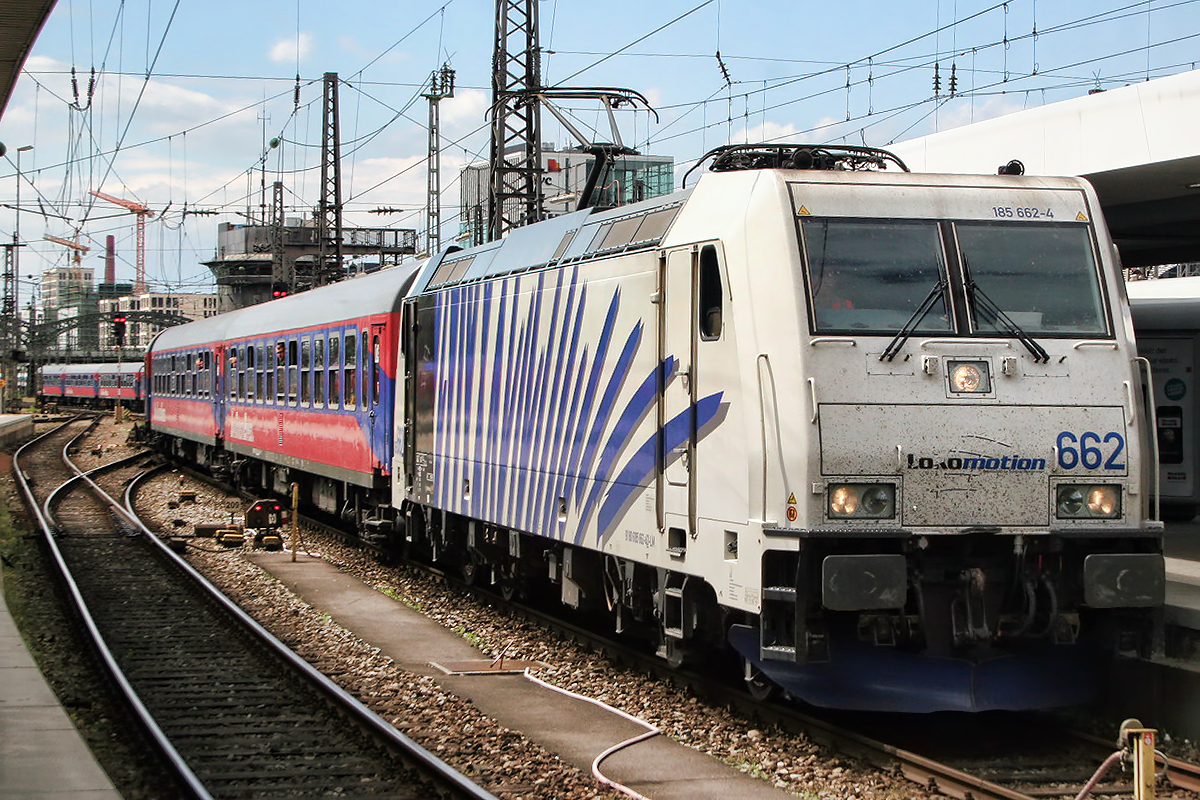
Ein Sonderzug der BTE in München Hbf.
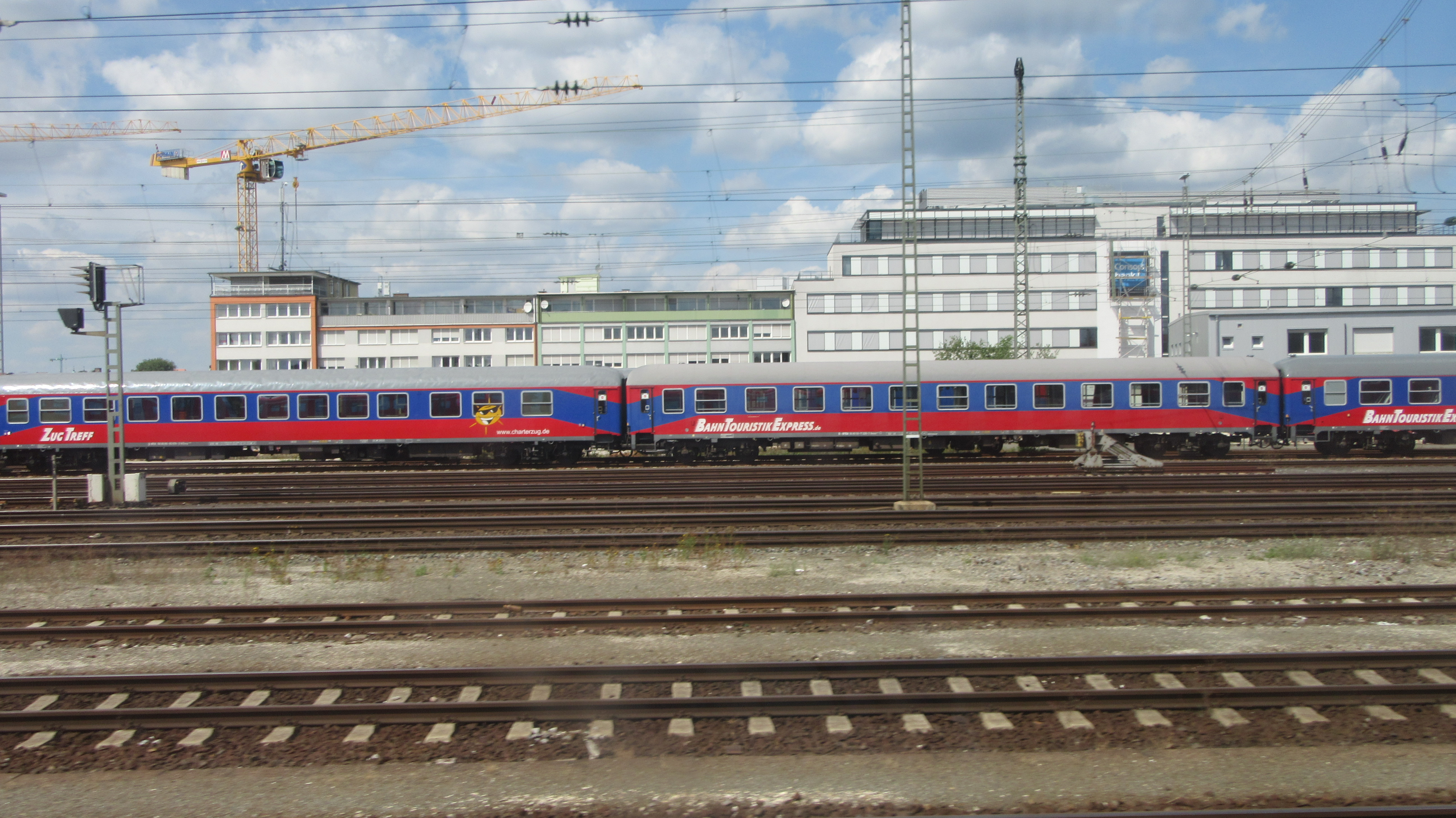
Einige RIC-fähigen Wagen der BTE abgestellt in Nürnberg.
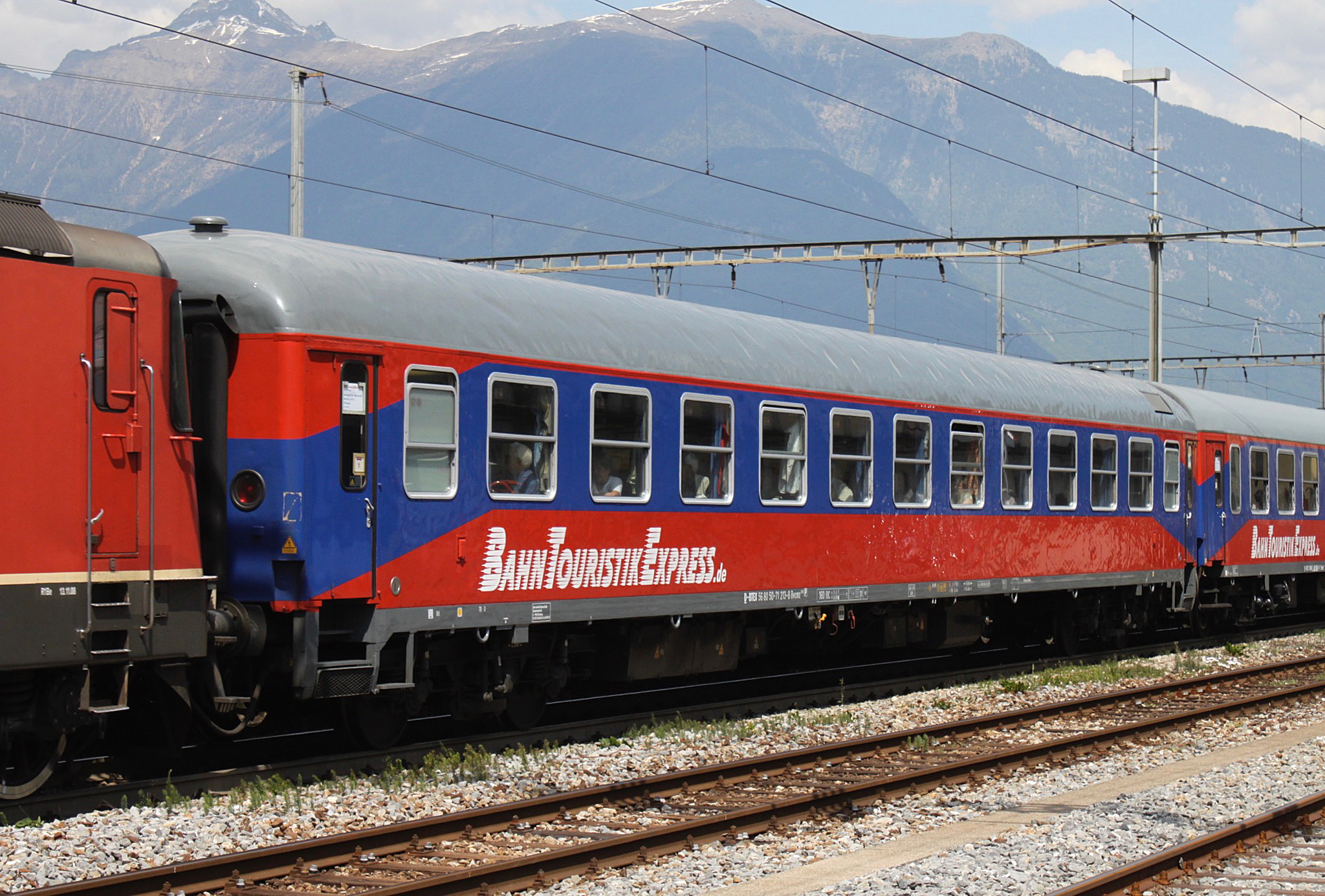
BTE-Wagen in Giubiasco

### Hamburg-Köln-Express HKX
Von September 2015 hat BTE zehn Reisezugwagen, einen Halbgepäckwagen und weitere Wagen als Reserve an die Hamburg-Köln-Express GmbH (HKX) vermietet. Zum Fahrplanwechsel 2015/2016 übernahm das Unternehmen für HKX auch die Funktion des Eisenbahnverkehrsunternehmens (EVU).

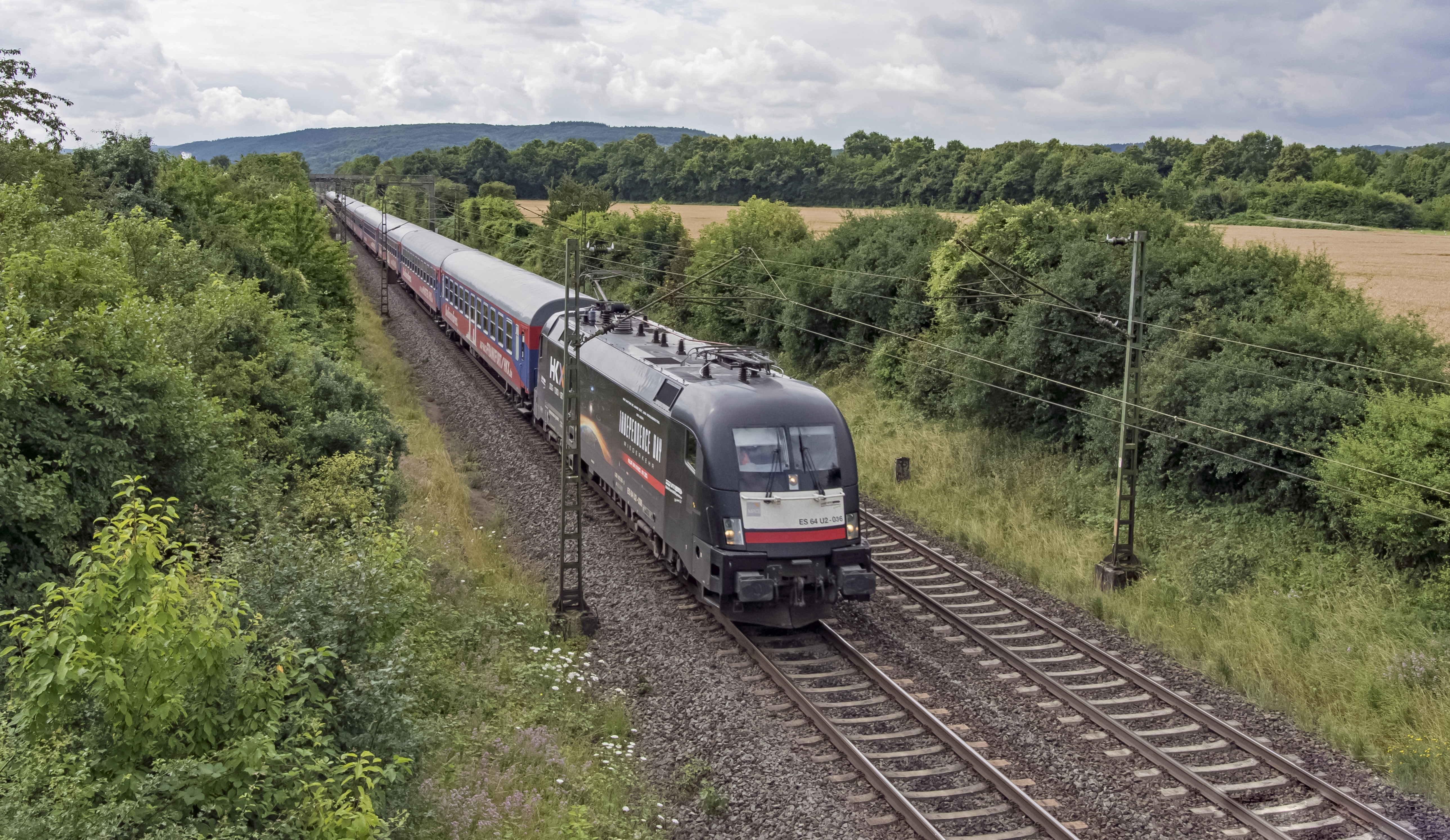
HKX Zug gebildet aus BTE-Wagen, aufgenommen in der Nähe von Remagen im Jahr 2016.
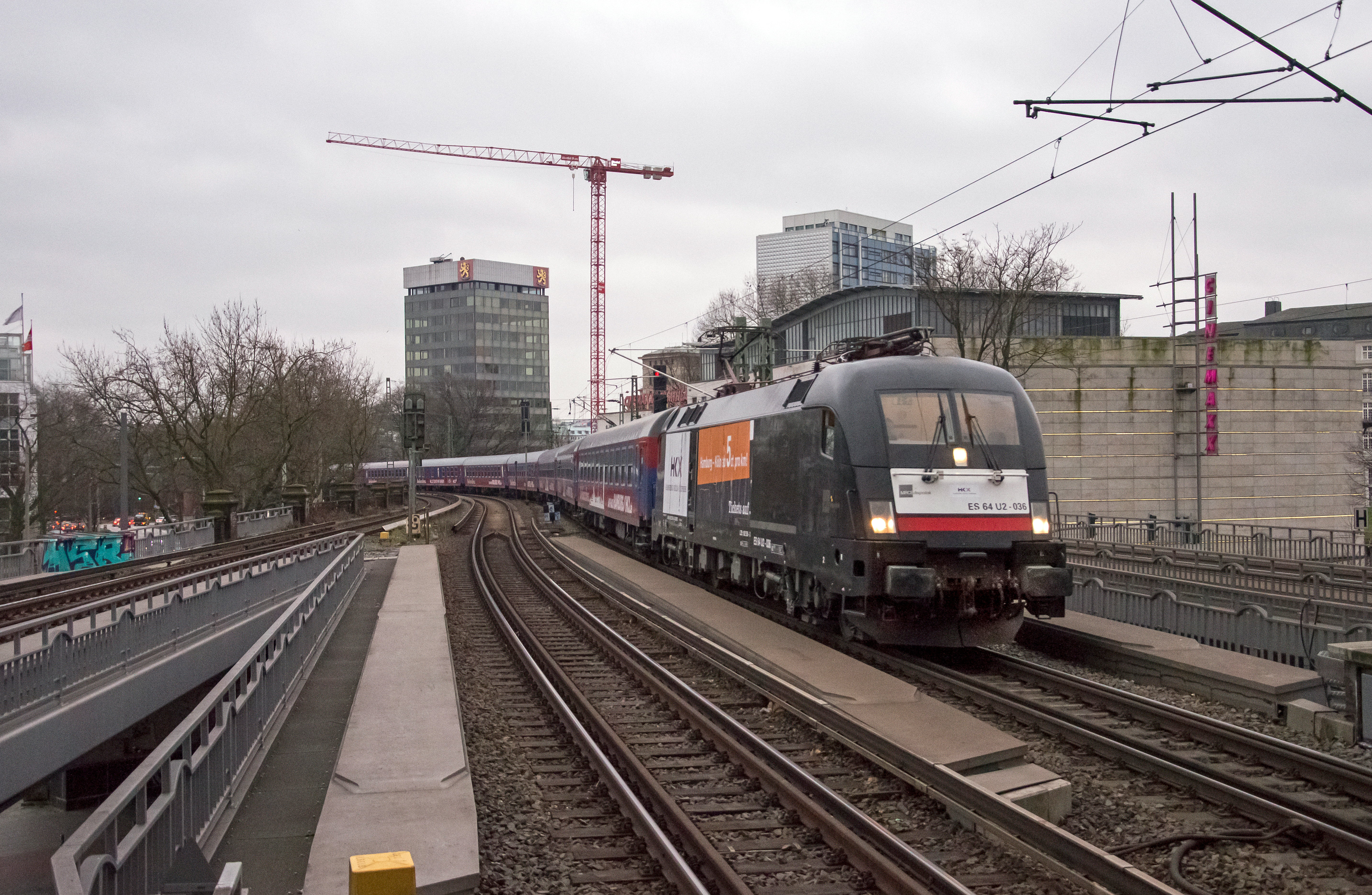
Der HKX auf der Verbindungsbahn in Hamburg, kurz vor der Einfahrt in den Haltepunkt Dammtor im Jahr 2016.
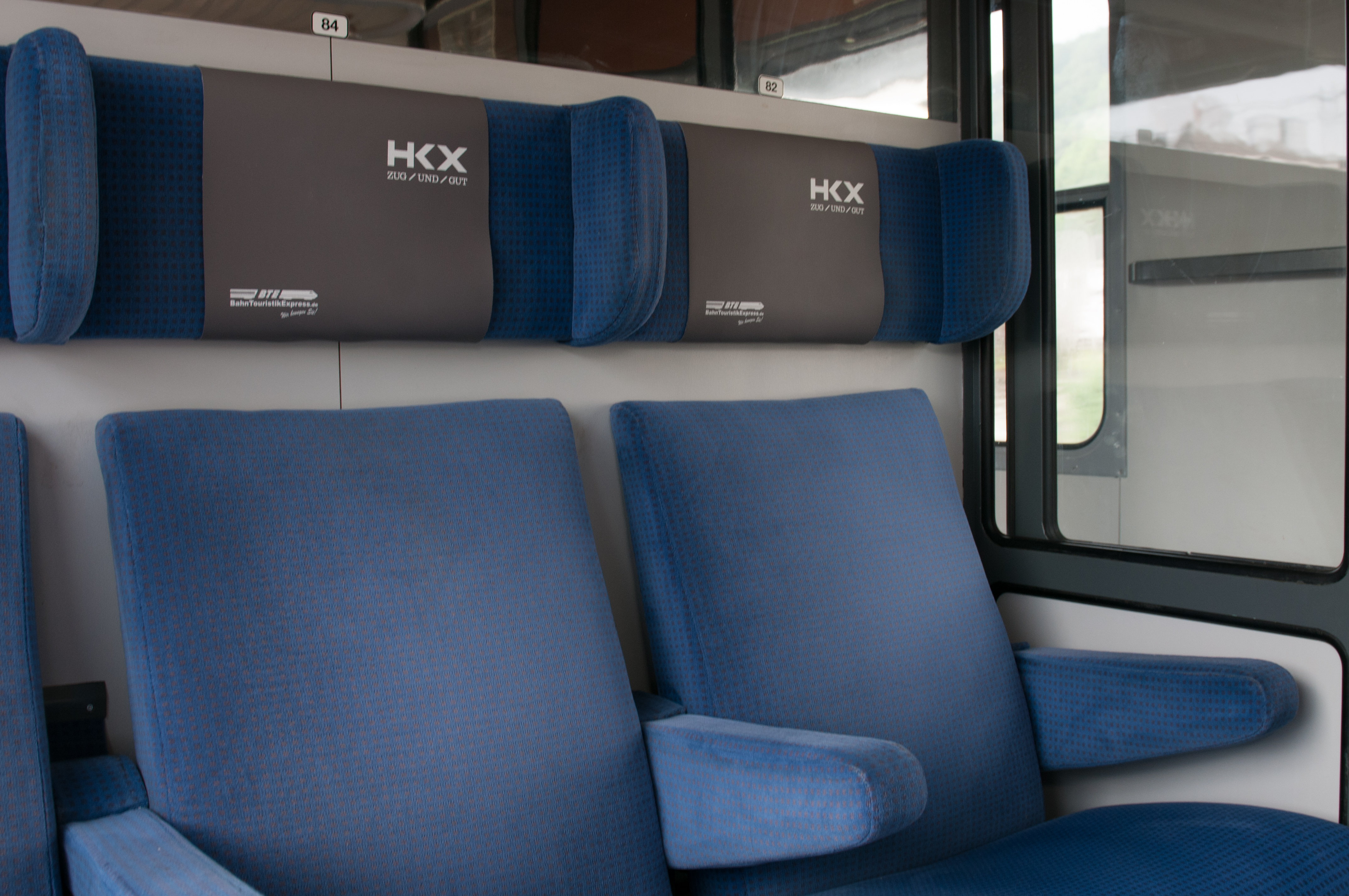
Innenansicht eines HKX-Abteils in einem Wagen der BTE.
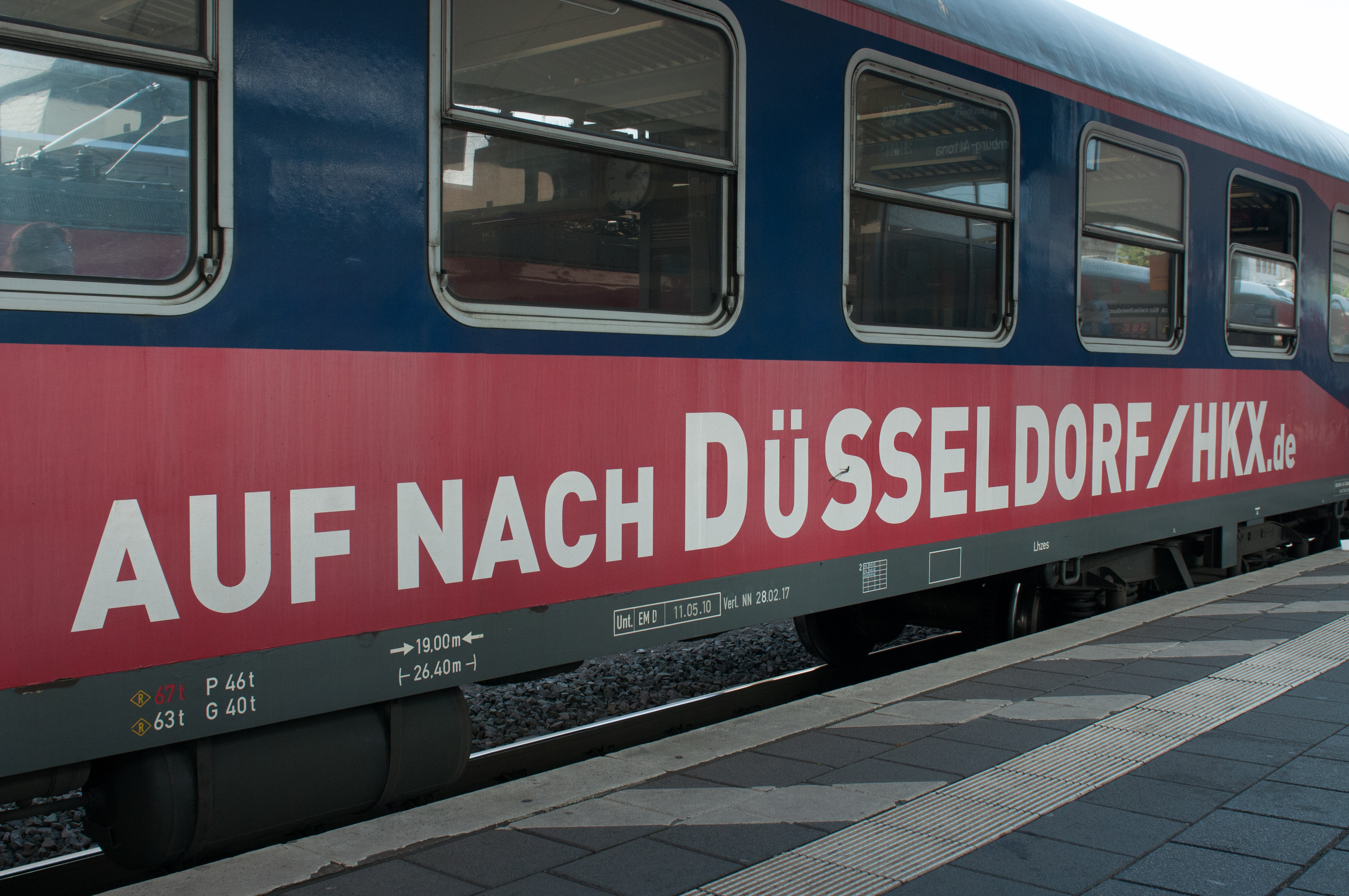
Ein BTE-Wagen mit Werbung für den HKX.

### Flixtrains Hamburg – Köln und Berlin – Köln sowie Flix-Nachtzug
Zum März 2018 ging der HKX Hamburg – Köln in einer Linie des Flixtrains auf, BTE blieb weiterhin das betriebsführende EVU. Hinzu kam die Flixtrain-Linie Berlin – Köln sowie das saisonale Nachtzugangebot von Hamburg-Altona nach Lörrach. Bei letzterer Leistung war ein Liegewagen des BTE AutoReiseZugs für Kunden des Flixtrains vorgesehen. Der Nachtzug hielt neben dem Zuganfangsbahnhof Lörrach noch in Freiburg und fuhr dann ohne weiteren Verkehrshalt bis Hannover Hauptbahnhof durch.
Im April 2020 kam es zu Uneinigkeiten bei neuen Vertragsverhandlungen zwischen Flixtrain und BTE, sodass die Partnerschaft beendet wurde.

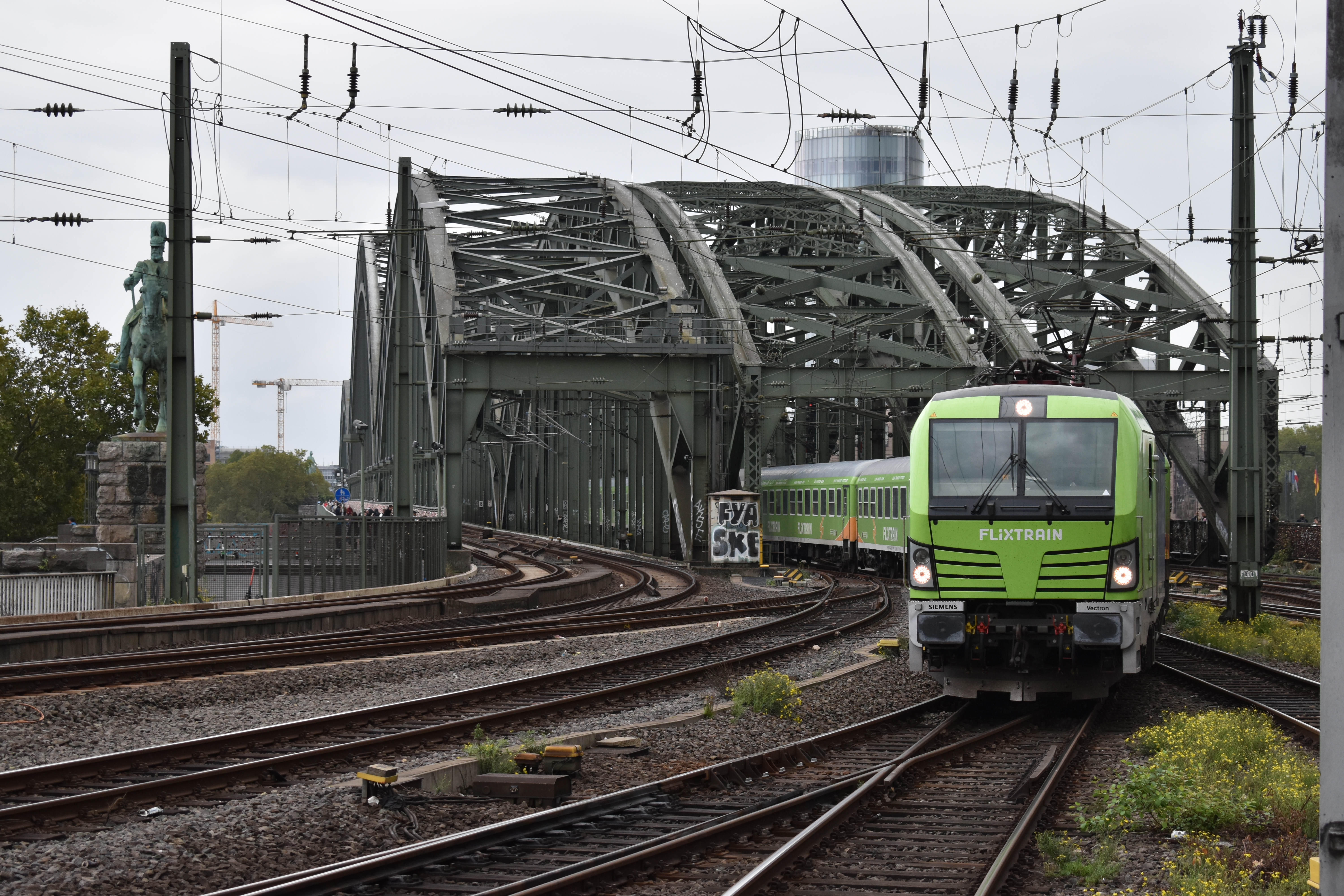
Ein Flixtrain, betrieben von BTE, bei der Einfahrt in den Kölner Hauptbahnhof.
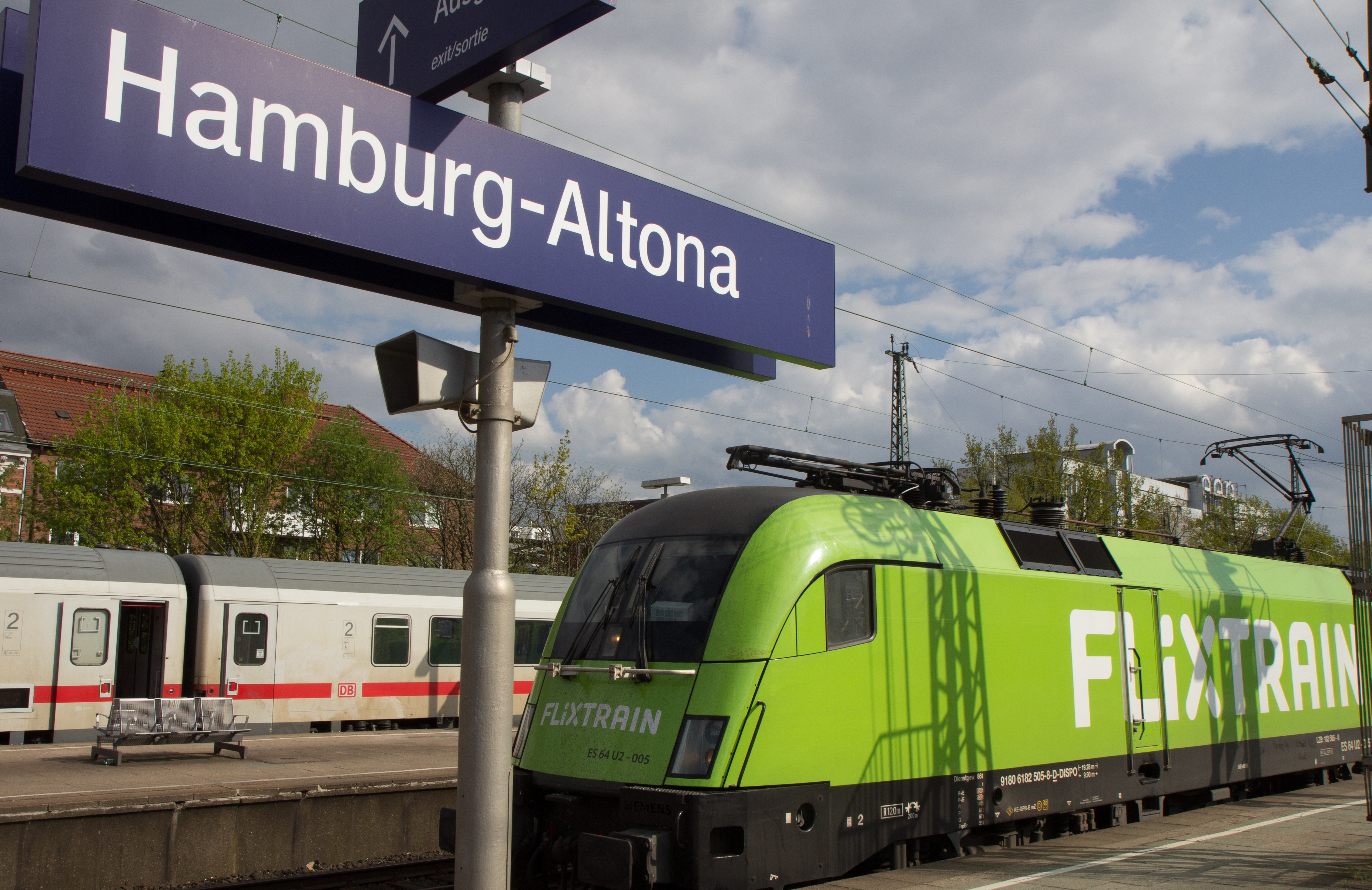
Ein Taurus in Farben von Flixtrain in Hamburg-Altona zur Fahrt nach Köln.
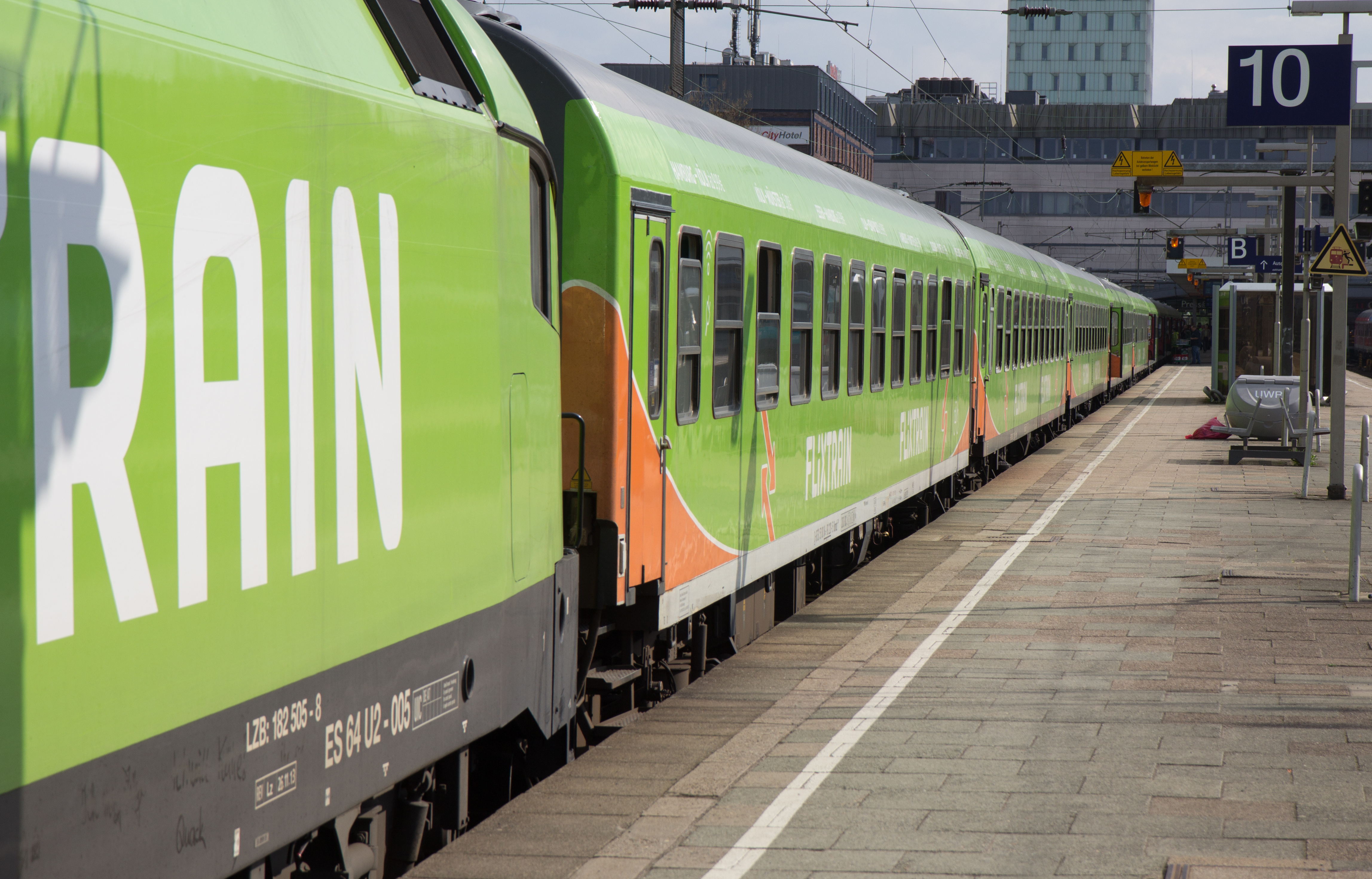
Ein von BTE betriebener Flixtrain mit BTE-Wagen in Flix-Lackierung in Hamburg-Altona.
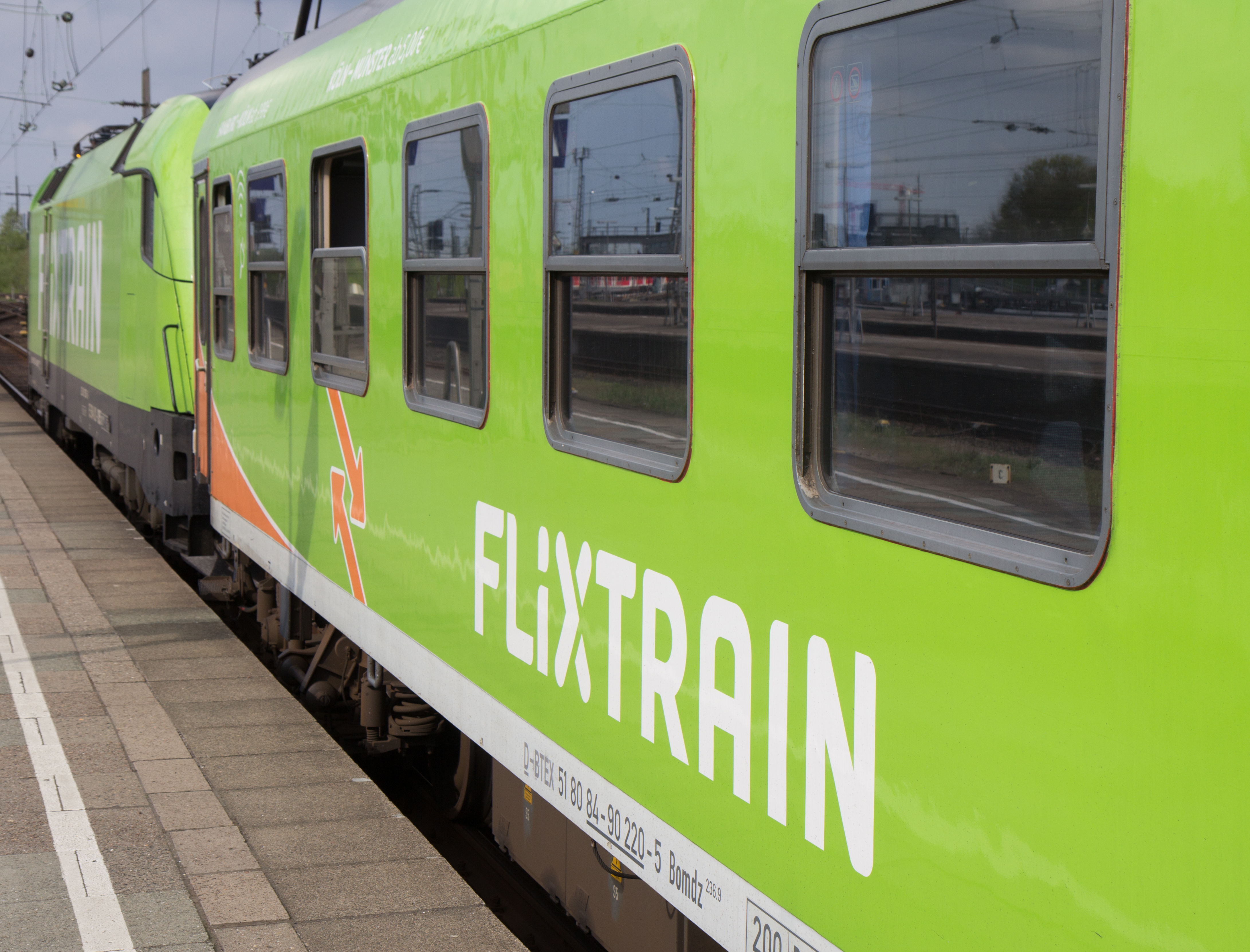
Ein BTE Bomdz in Flixtrain-Farben in Hamburg-Altona.

### Alpen-Express
BTE betrieb bis 2020 den vom niederländischen Reisebüro Treinreiswinkel vermarkteten "Alpen Express" von Den Haag über Leiden, Haarlem, Amsterdam, Utrecht, s-Hertogenbosch, Eindhoven und Venlo zu zielen in Österreich. Zum Einsatz kam Wagenmaterial der BTE, zudem war das Unternehmen in Deutschland betriebsführendes EVU. In den Niederlanden und in Österreich waren andere EVU für den Betrieb verantwortlich. Der Zug führte neben Schlaf- und Liegewagen auch einen Gesellschaftswagen.

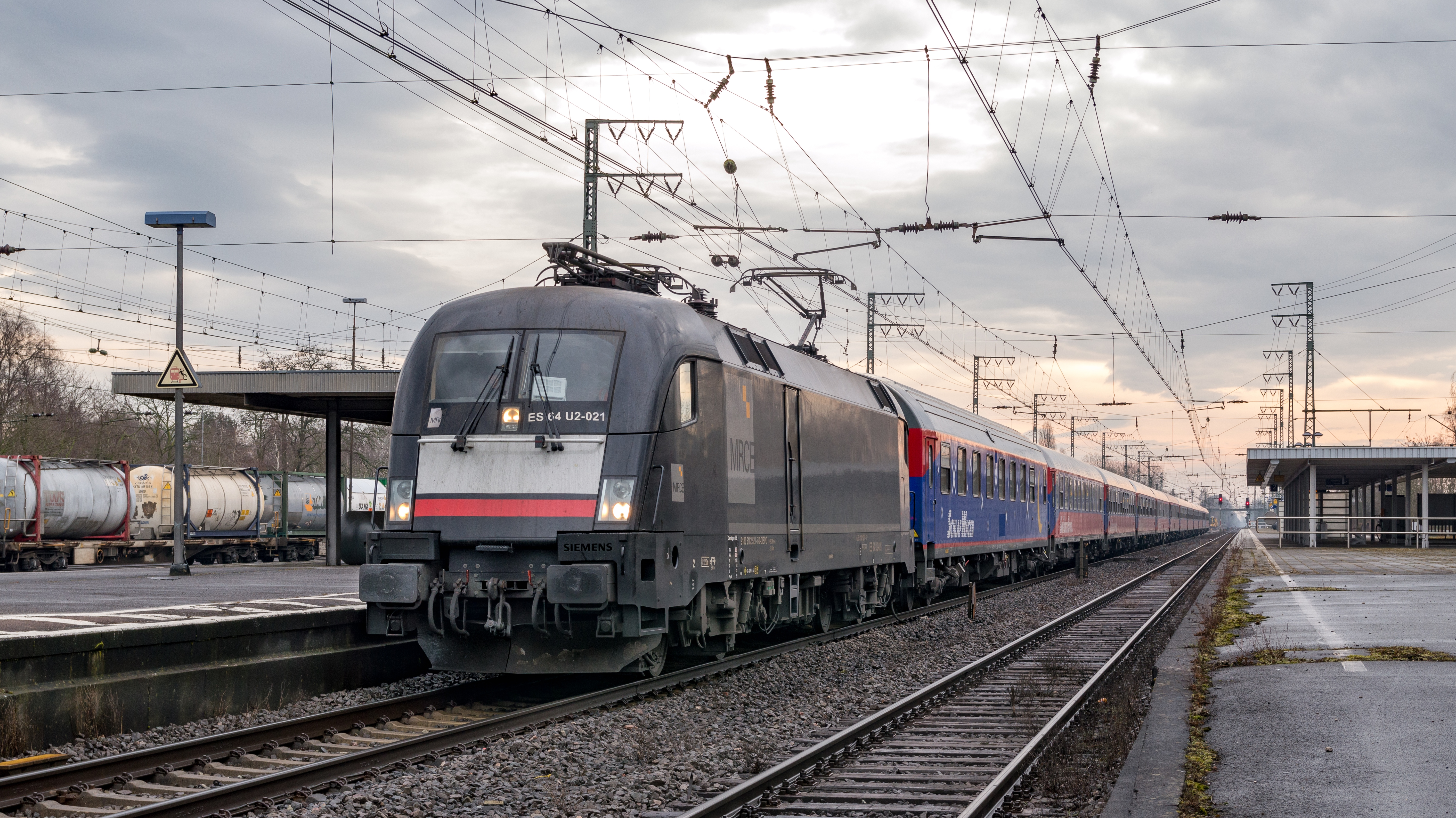
Ankunft des Alpen-Express in Emmerich, gebildet aus Wagen der BTE. Bis Emmerich war BTE betriebsführendes EVU.
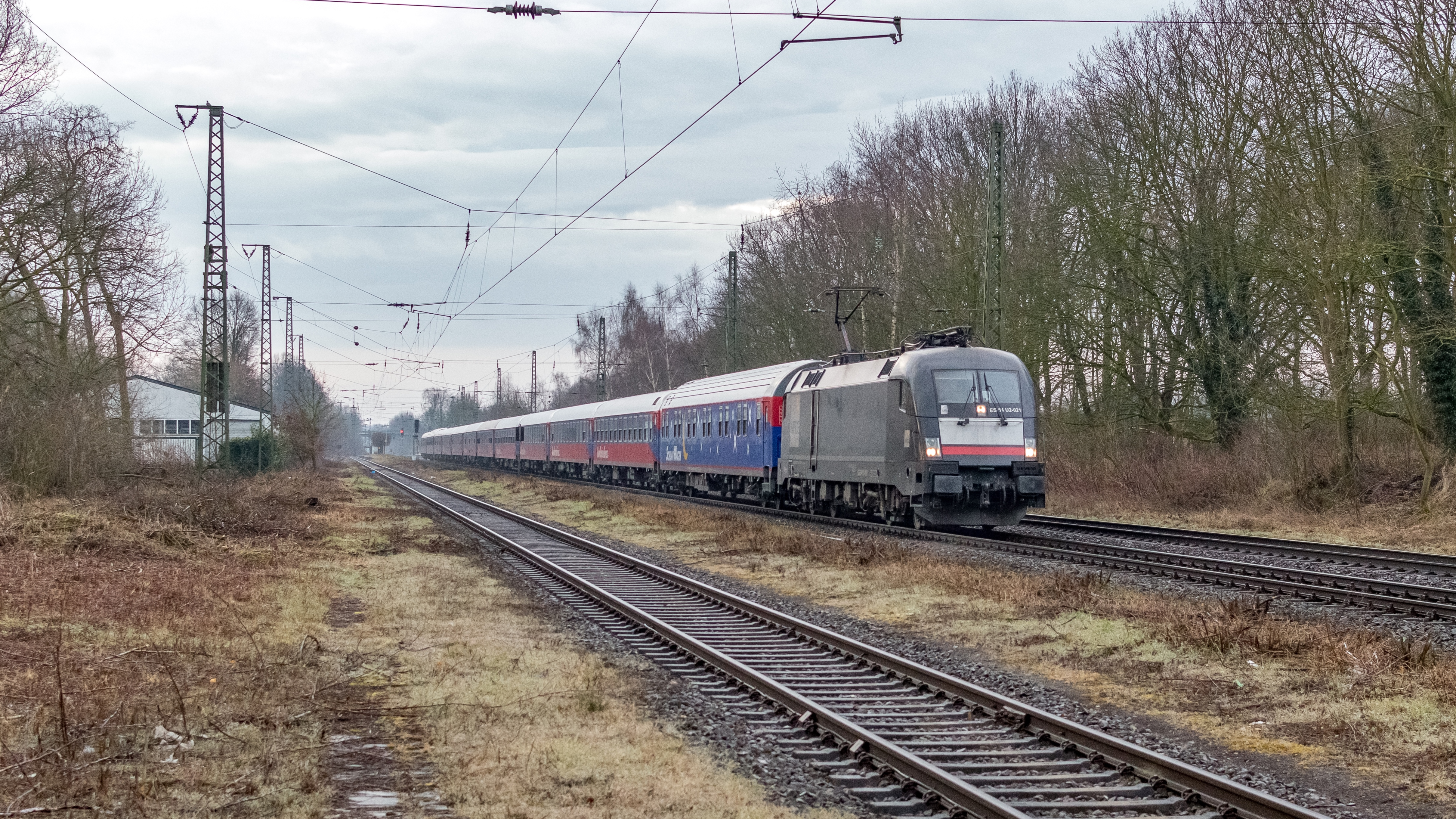
Der Alpen-Express, gebildet aus Sitz-, Liege und Schlafwagen (Typ AB33s) unterwegs in Richtung Emmerich.
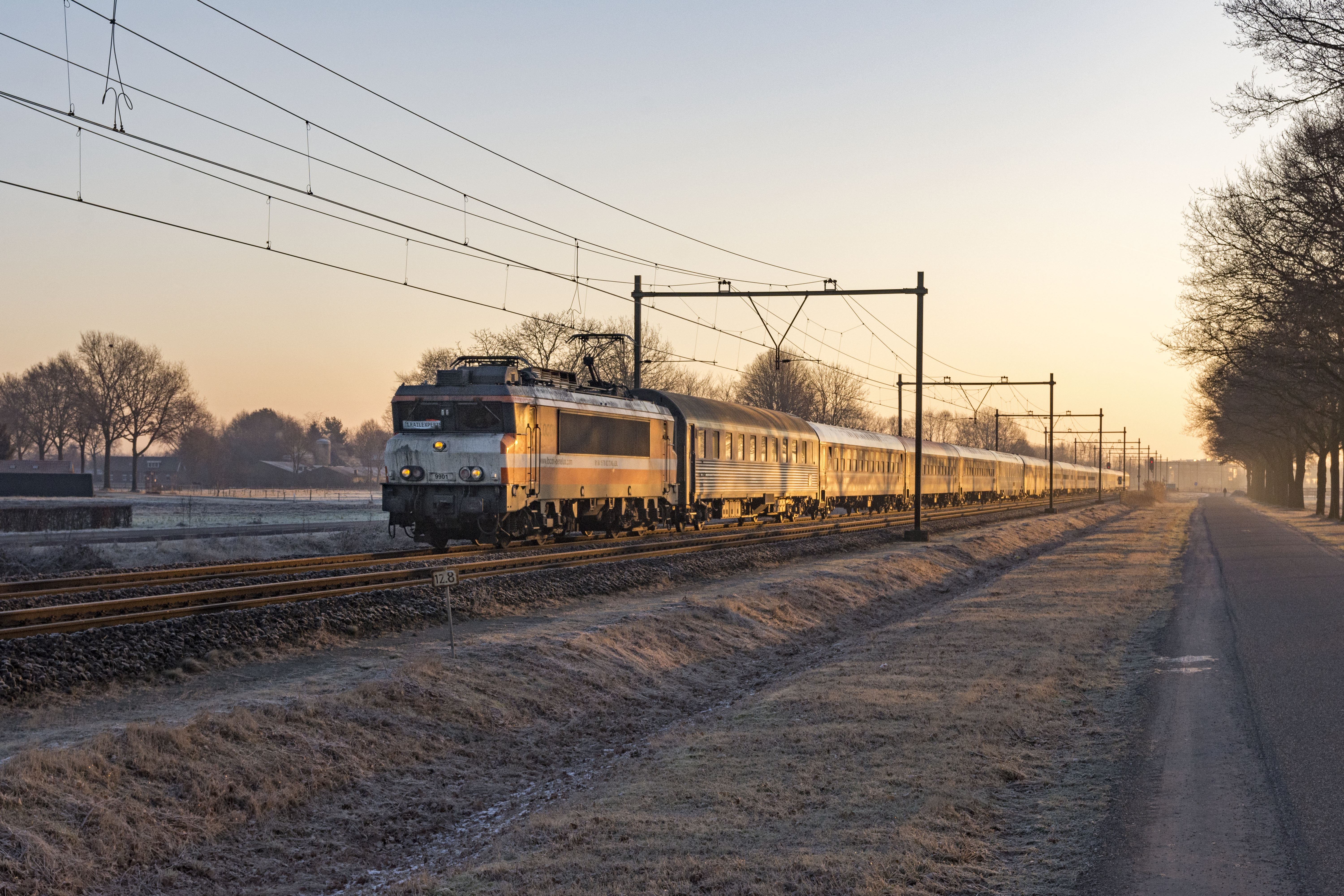
Der Zug unterwegs in den Niederlanden.
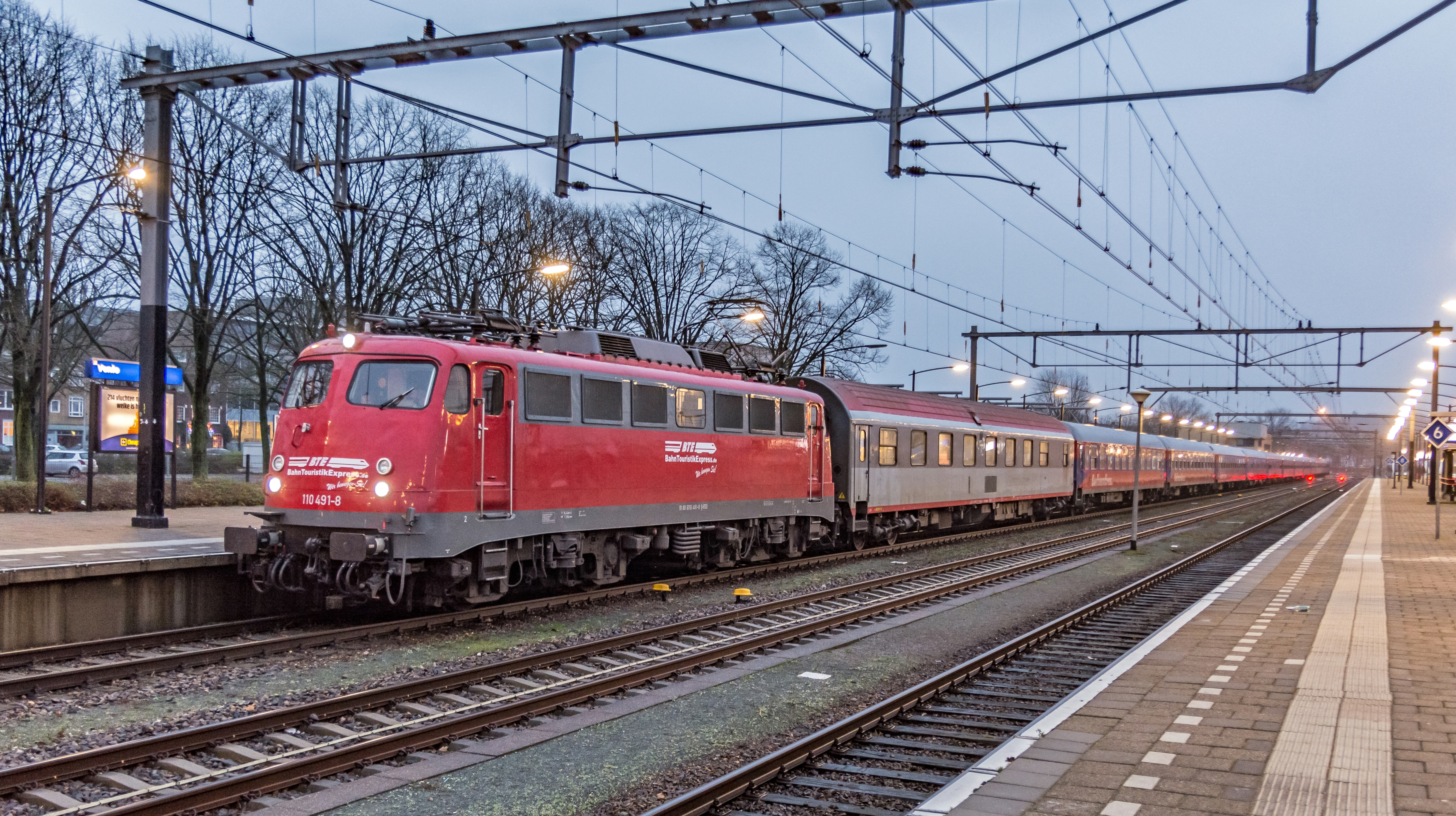
Ankunft des Alpen-Express in Venlo mit der BTE 110 491 an der Spitze.

### ALPEN-SYLT Nachtexpress
Von 4. Juli 2020 bis Juli 2022 betrieb BTE zusammen mit RDC den „ALPEN-SYLT Nachtexpress“. Dieser fuhr donnerstags und samstags auf direktem Weg zwischen Sylt und Salzburg, freitags und sonntags in Gegenrichtung. Geplant war die Verbindung vorerst bis zum 7. September 2020, aufgrund der hohen Nachfrage wurde das Angebot bis zum 2. November 2020 ausgeweitet. In die Saison 2021 startete der Alpen-Sylt-Express dann allerdings verspätet und 2022 wurde der Betrieb drei Monate früher als geplant eingestellt. Die Kundschaft wurde erst zwei Wochen vor dem vorzeitigen Saison-Ende über den ersatzlosen Ausfall der Züge informiert. 2023 wird der Alpen-Sylt Nachtexpress nicht mehr angeboten.

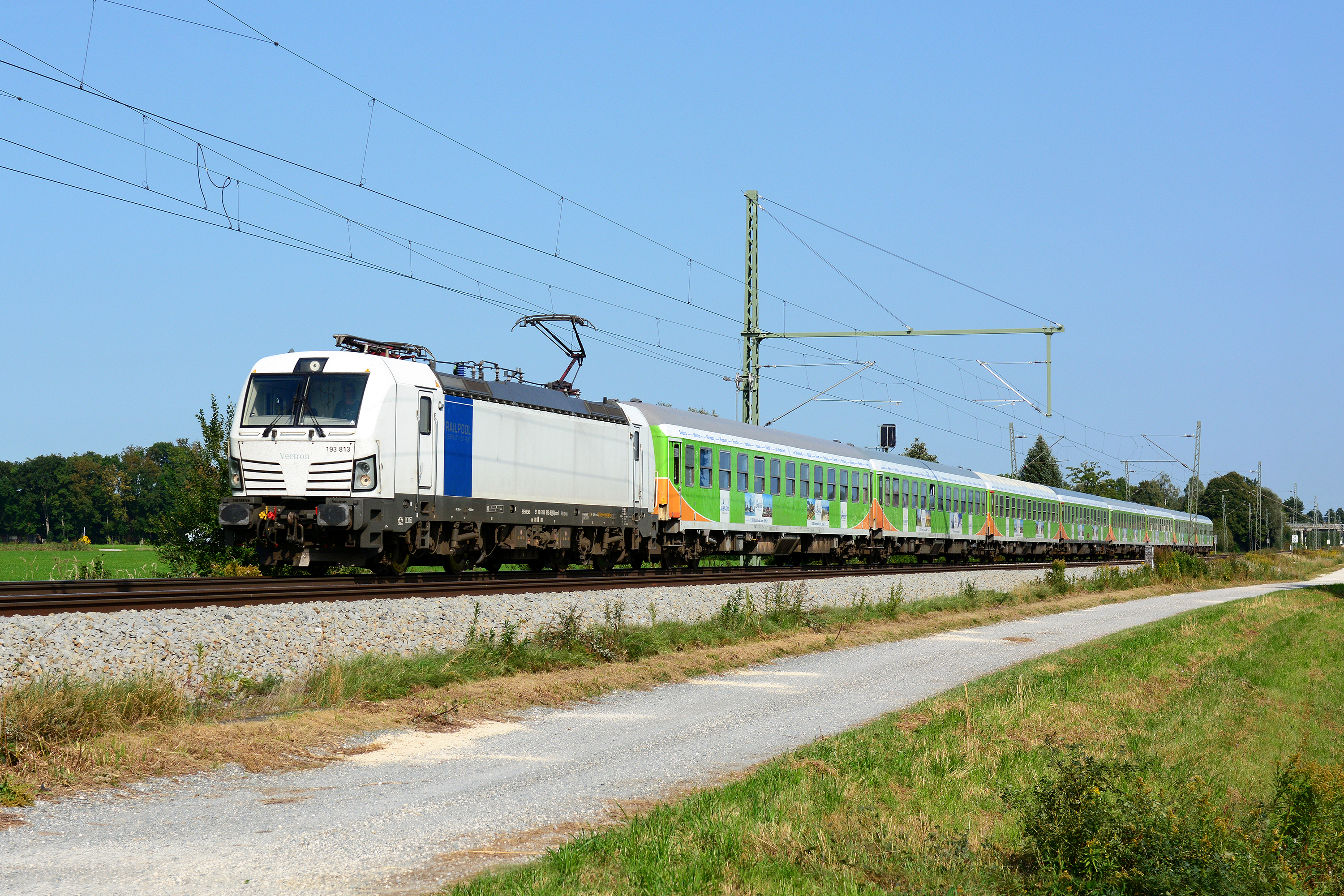
Alpen-Sylt-Nachtexpress mit Wagen, die vormals im Einsatz für Flixtrain waren.
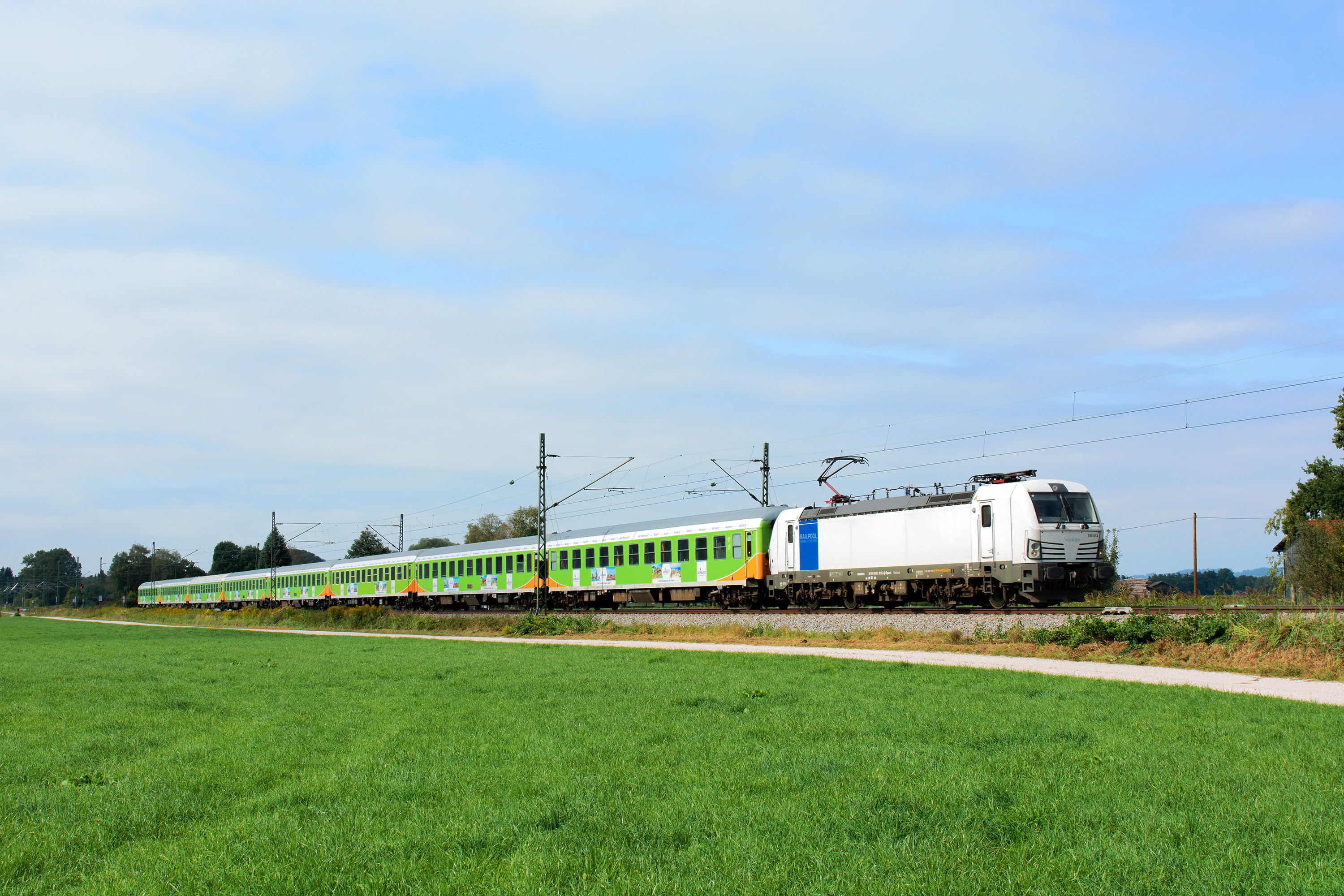
Alpen-Sylt-Nachtexpress mit Railpool Vectron an der Spitze.
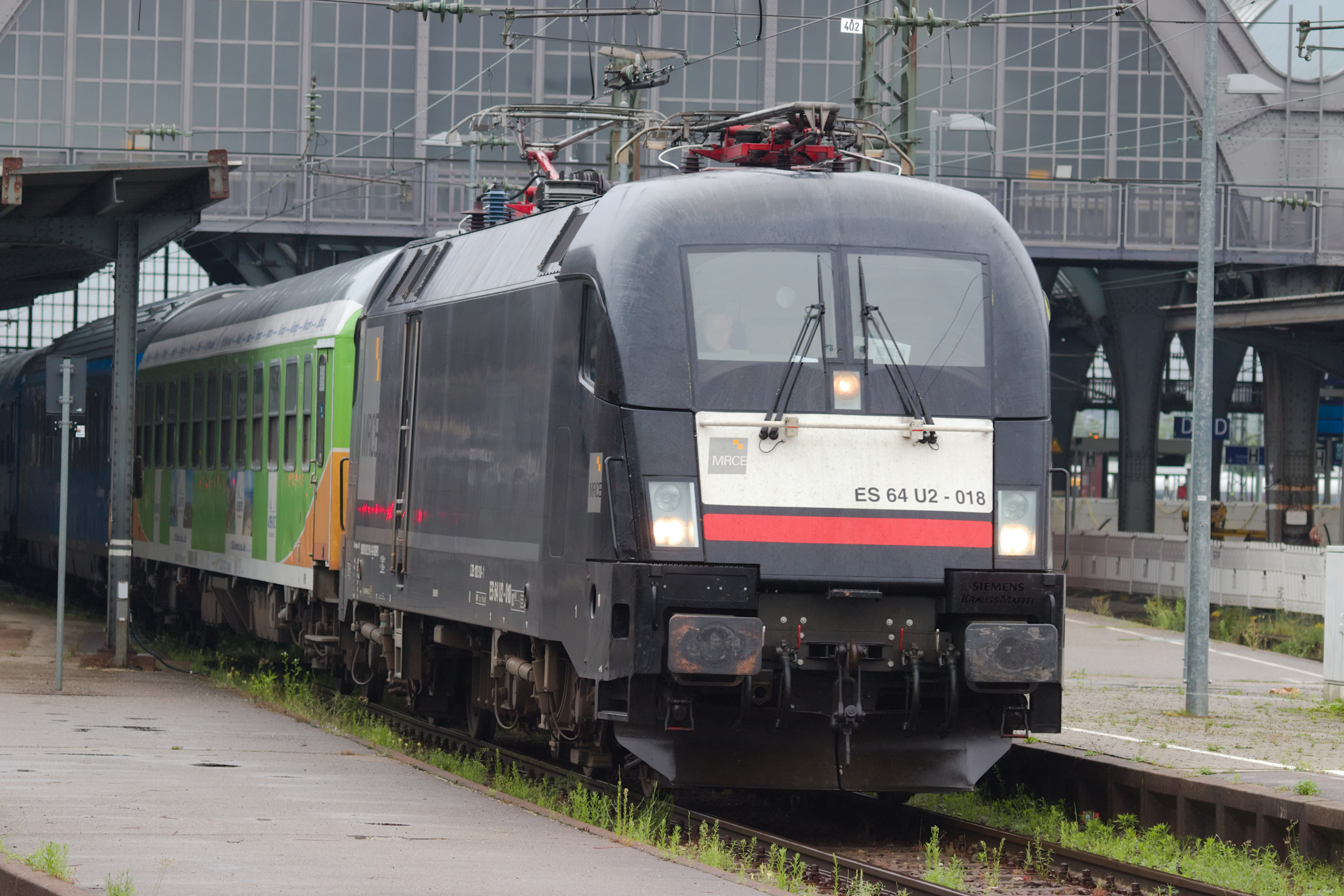
Alpen-Sylt-Nachtexpress im Bahnhof Karlsruhe Hbf mit Taurus an der Spitze.

### Flüchtlingszug Frankfurt/Oder – Hannover Messe/Laatzen
Mit Beginn des Krieges in der Ukraine im Februar 2022, beteiligte sich die BTE am Transport von Geflüchteten Ukrainern von der Deutsch-Polnischen Grenze in Frankfurt/Oder ins Aufnahmezentrum in Hannover Messe/Laatzen. Dazu kamen Reisezüge mit bis zu zehn Sitz- und Liegewagen zum Einsatz, die Platz für bis zu 600 Menschen pro Zug boten.
An Bord kümmerte sich das teilweise Ukrainisch sprechende und erfahrene Zugpersonal um die erschöpften Menschen und brachte sie auf direktem Wege sicher nach Hannover. Im Zug wurden die Menschen mit Lebensmitteln versorgt, Kinder erhielten Kuscheltiere und Malbücher. Auch gab es in den Liegewagen für die teilweise seit Tagen wachen Geflüchteten die Möglichkeit, zum ersten Mal wieder zur Ruhe zu kommen und etwas zu schlafen.

## Fuhrpark

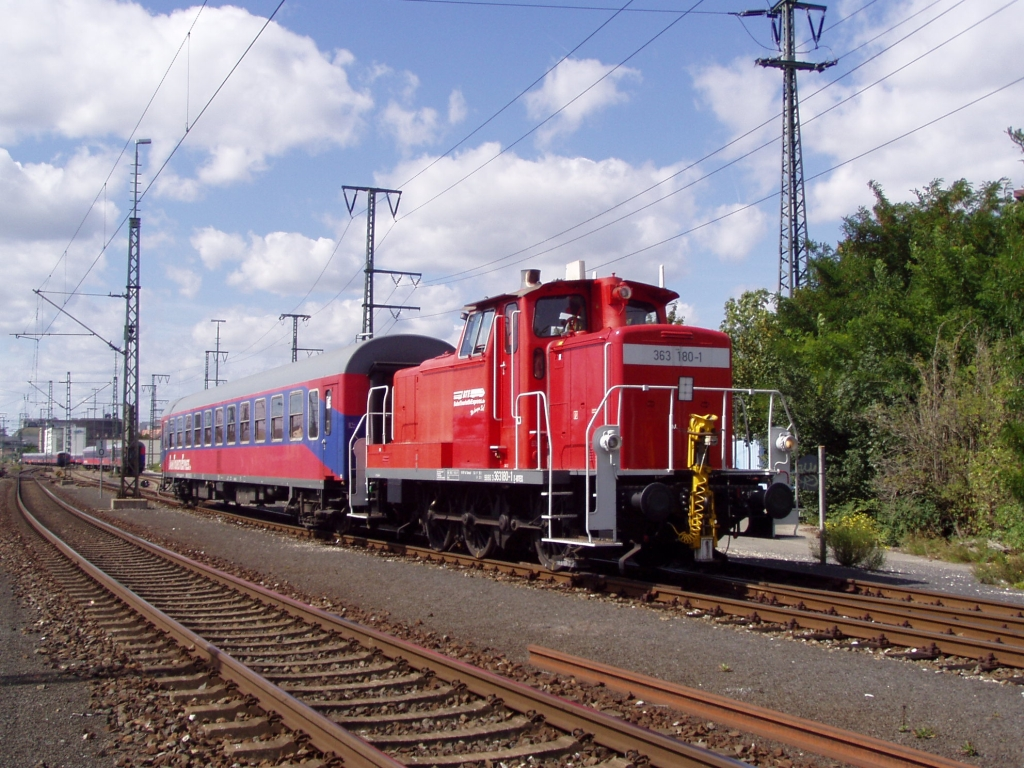
363 180

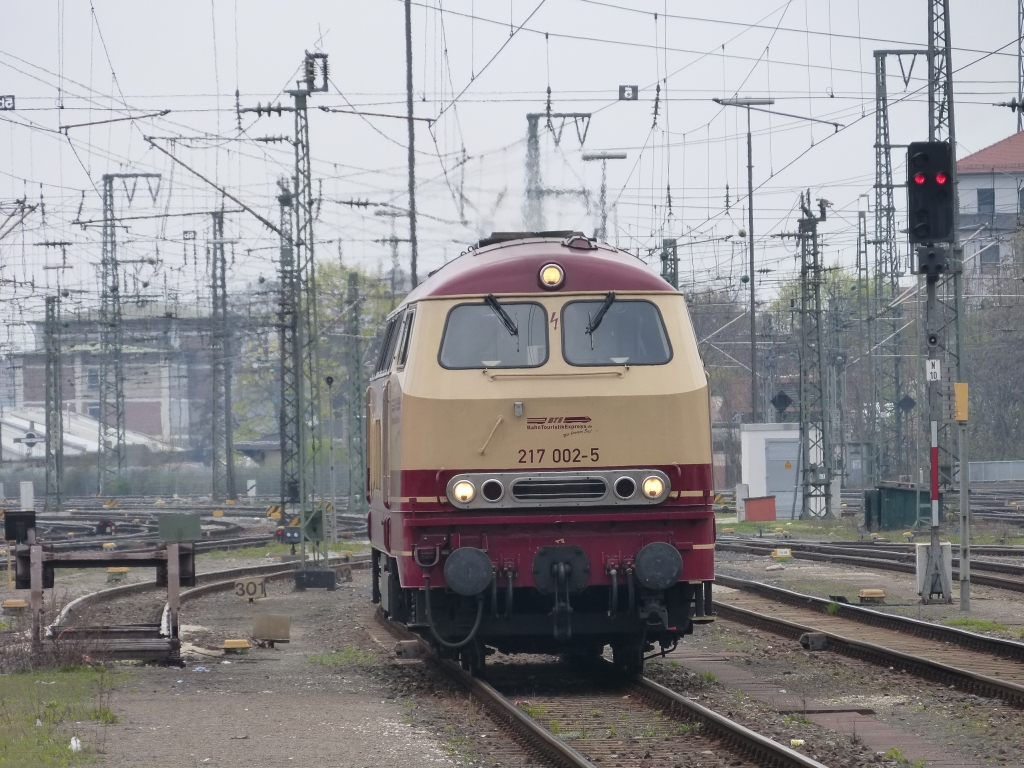
217 002

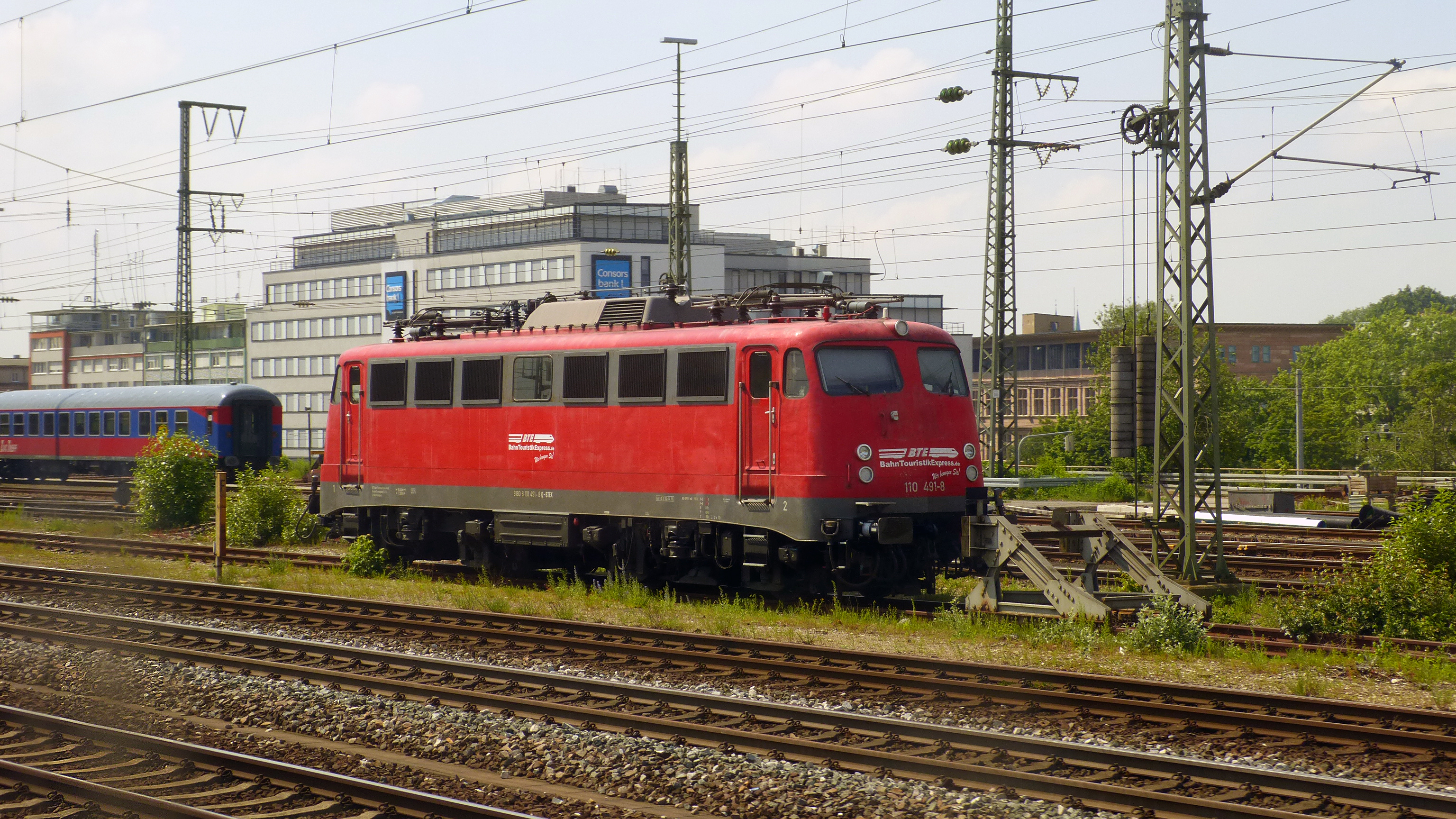
110 491

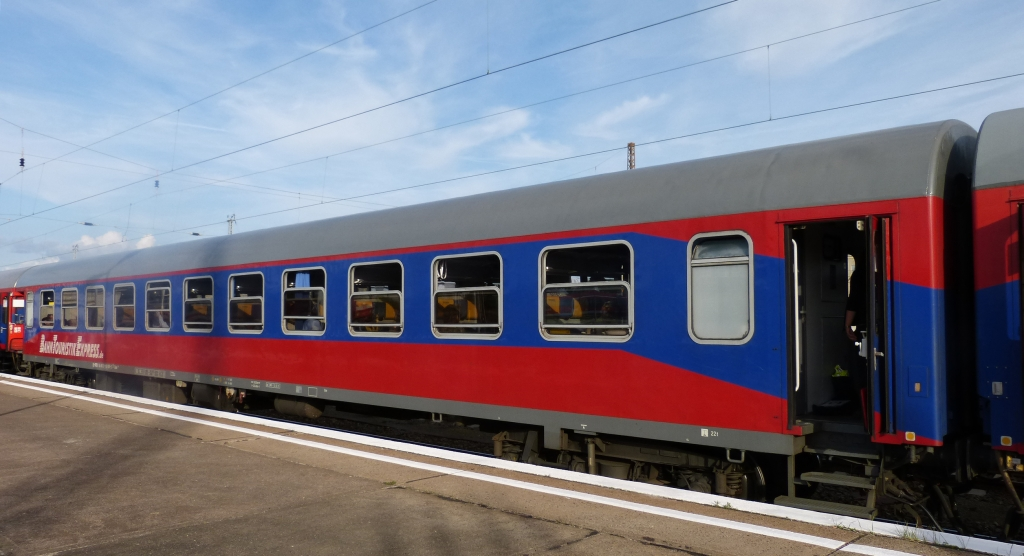
Ein Reisezugwagen von Bahntouristikexpress

Die Fuhrparksituation der BTE wurde in den vergangenen Jahren umstrukturiert. Ein Großteil der Flotte ging in die Verwaltung der RDC Asset GmbH über, die sich seither für die Fahrzeuge verantwortlich zeigt. BTE tritt jedoch weiterhin mindestens als Fahrzeughalter auf, so fährt der Nightjet Amsterdam – Zürich mit gemieteten Liege- und Schlafwagen, die die Fahrzeughalterkennzeichnung D-BTEX tragen. Ebenso sind die Autotransportwagen vom Typ DDm 915 noch mit D-BTEX unterwegs. Selbes gilt für einige Liegewagen, die kürzlich von D bzw. A-ÖBB auf BTEX wechselten.

### Lokomotiven
Im Jahr 2010 schaffte Bahntouristikexpress die Lokomotive 363 180 der Baureihe V60 an. Sie wird für Rangierarbeiten verwendet. Die vollständige Fahrzeugnummer lautet 98 80 3 363 180-1 D-BTEX. Die Lokomotive ist mit Stand 2024 weiterhin im Einsatz mit der Fahrzeughalterkennzeichnung D-RAG.
2012 erwarb Bahntouristikexpress die 217 002 von DB Schenker Rail (heute DB Cargo). Die Lokomotive der Baureihe 217 wurde im Bahnbetriebswerk Mühldorf hauptuntersucht und besitzt bereits seit dem Jahr 2003 eine Lackierung in rot/beige. Sie wird von Nürnberg aus vor eigenen Reisezügen sowie vor Güterzügen anderer EVU eingesetzt. Die vollständige Fahrzeugnummer lautet 92 80 1 217 002-5 D-BTEX.
Im Oktober 2014 erwarb BTE die E-Lok 110 491 von DB Regio AG. Sie erhielt im Werk Dessau eine Hauptuntersuchung. Die vollständige Fahrzeugnummer lautet 91 80 6 110 491-8 D-BTEX. Diese Lokomotive wird vor allem für den „BTE AutoReiseZug“ eingesetzt.
Für die Bespannung des HKX sowie des seit 2016 verkehrenden „BTE AutoReiseZug“ mietet BTE Lokomotiven der Baureihen ES 64 U2, 120 und vereinzelt 111.

### Wagenpark
Bahntouristikexpress verfügt über ca. 25 eigene Reisezug-, Liege-, Schlaf- und Gesellschaftswagen sowie über je einen Speise- und Logistikwagen. Sie sind im markanten blau-roten Farbschema lackiert und europaweit einsetzbar; behindertengerechte Liegewagenabteile und Sitzwagenabteile sind vorhanden. Die Wagen werden sowohl für eigene Zwecke verwendet als auch an andere EVU (beispielsweise den Hamburg-Köln-Express) vermietet. Hinzu kommen (Stand: Dez. 2016) noch für den „BTE AutoReiseZug“ von den ÖBB gemietete Autoreisezugwagen.

## Geschichte
Das Unternehmen entstand am 4. April 2004 aus der Fusion der BahnTouristikBamberg GbR und der Bahntouristik Schiedermeier, Regensburg. Die Firma ist unter HRB 22504 beim Amtsgericht Nürnberg eingetragen. Geschäftsführende Gesellschafter waren zum Zeitpunkt der Fusion Christian Gloël, Matthias Wolf und Tobias Schiedermeier. Am 30. März 2006 ist Christian Gloël als Geschäftsführer ausgeschieden. Im Gründungsjahr wurden acht Personenwagen beschafft. Im Jahr 2010 wurde ein Umsatz von 3,2 Mio. Euro erwirtschaftet.
Im Jahr 2016, zur Inbetriebnahme des BTE AutoReiseZuges, beteiligte sich die Railroad Development Corporation (RDC) zu etwa 50 Prozent, die in Deutschland auch Mehrheitsgesellschafter der HKX war, an dem Unternehmen indirekt über die BTE Beteiligungs GmbH.
Am 19. Januar 2019 ist der Gründer Tobias Schiedermeier als Geschäftsführer ausgeschieden.
Am 18. Februar 2021 ist Matthias Wolf als Geschäftsführer ausgeschieden und Niels Hartung sowie Markus Hunkel, Geschäftsführer der RDC Deutschland GmbH, wurden als Geschäftsführer berufen.